# Culture de l'Australie

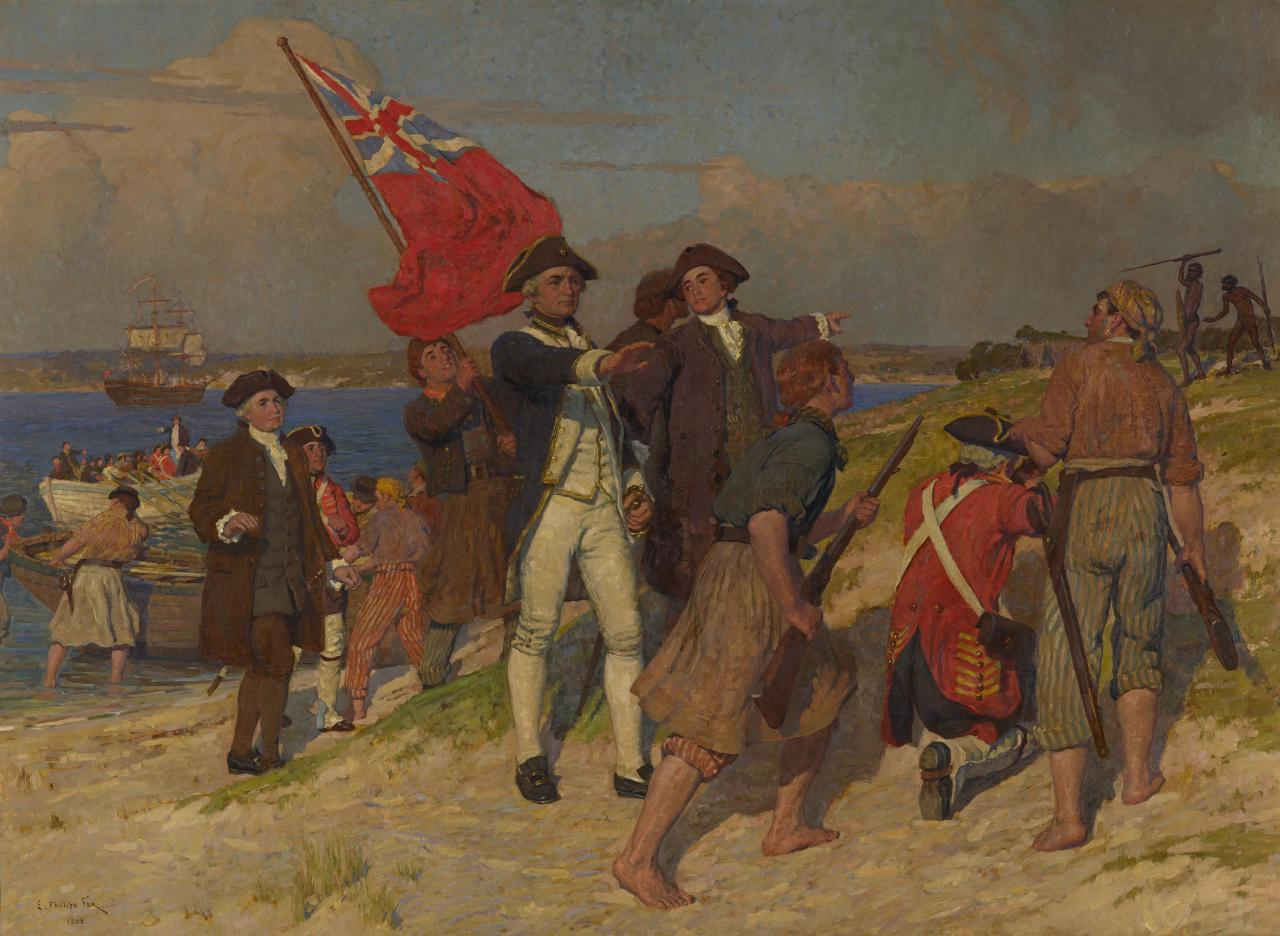
Arrivée de James Cook à Botany Bay, 1770. Ce tableau peint par E. Phillips Fox représente les débuts de la future nation australienne.

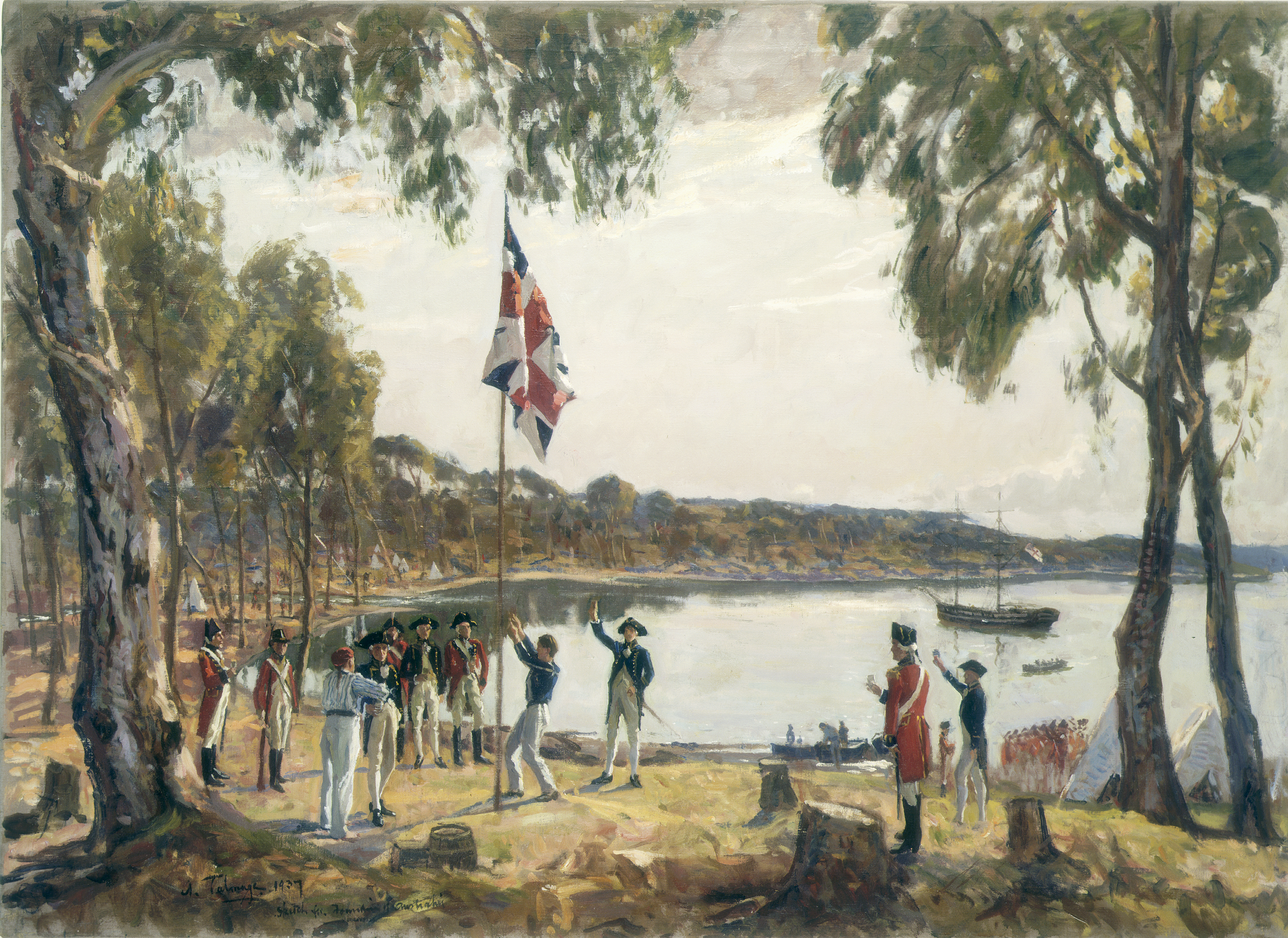
La Fondation de l'Australie. Par le capitaine Arthur Phillip de la Marine Royale. Sydney Cove, 26 janvier 1788. Ce tableau peint par Algernon Talmage représente l'arrivée de la première flotte, marquant la naissance de la première colonie britannique sur le continent australien.

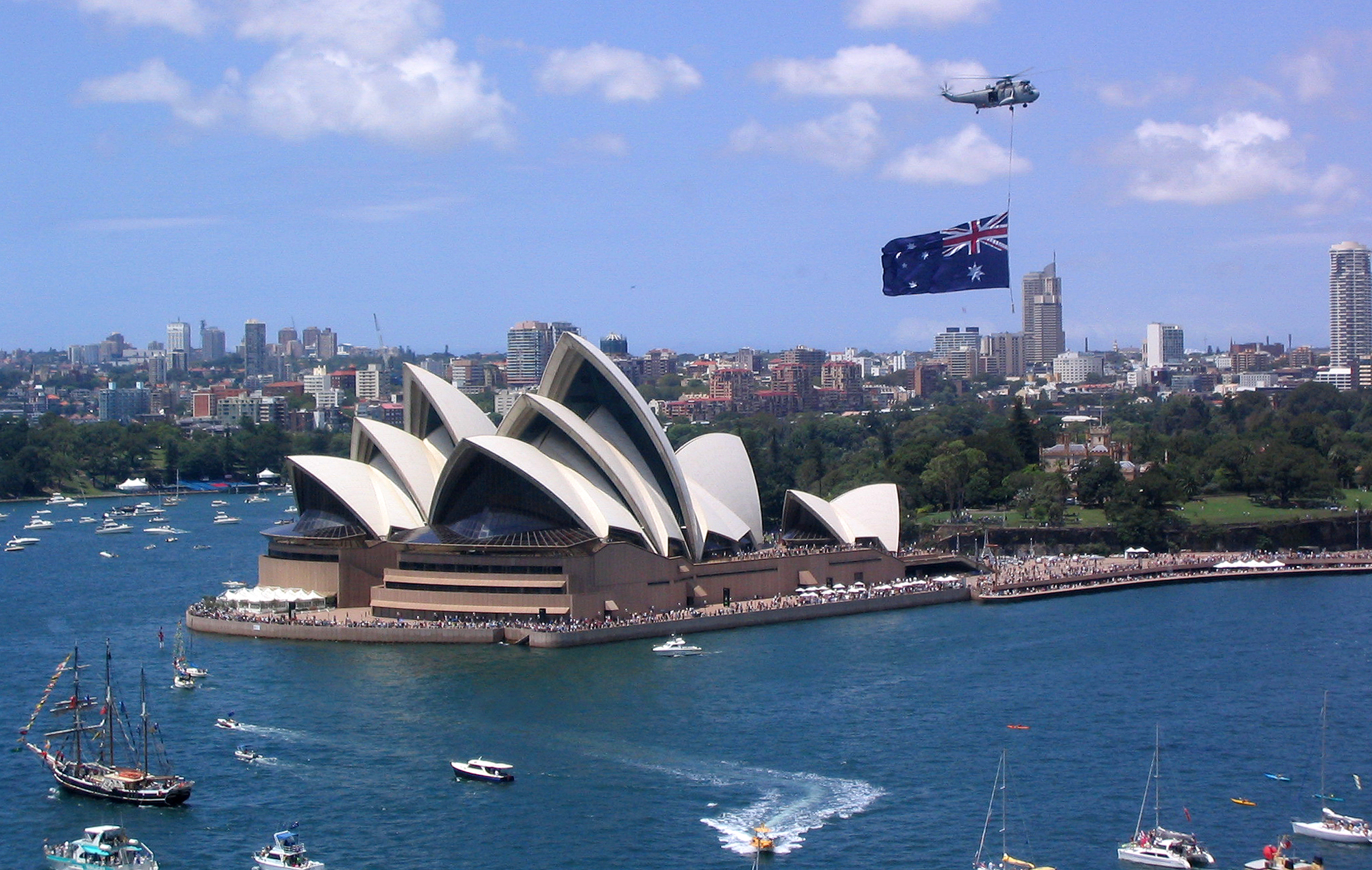
L'Opéra de Sydney avec le drapeau de l'Australie, lors de la fête nationale, en 2004.

La culture de l'Australie est une culture occidentale, dérivée des îles Britanniques, mais également influencée par d'autres colons européens et par la géographique unique du pays. La culture des nations aborigènes est distincte de la nation australienne à proprement dite, et forme un ensemble de cultures indigènes. La colonisation britannique de l'Australie a commencé en 1788, et des vagues de colons occidentaux ont suivis. La preuve de l'important héritage britannique inclut la prédominance de la langue anglaise, le christianisme comme religion principale, et la popularité de sports originaires ou influencés par les îles britanniques. L'héritage du Royaume-Uni comporte également la présence d'un système démocratique, s'inspirant des traditions britanniques de Westminster, du parlementarisme et de la monarchie constitutionnelle. Une influence américaine est également présente, avec les traditions constitutionnalistes et fédéralistes.
Les premiers peuplements aborigènes sont arrivés sur le continent il y a 60 000 ans, et les preuves des arts aborigènes remontent à 30 000 ans. Plusieurs États et territoires de la Fédération trouvent leurs origines comme colonies pénales, où la population était divisée entre colons libres et bagnards. Les premiers condamnés britanniques sont arrivés à Sydney Cove, en 1788. Les histoires des hors-la-loi comme le bushranger Ned Kelly ont profondément marquées la musique, le cinéma et la littérature australienne. Les ruées vers l'or des années 1850 ont apporté de la richesse ainsi que de nouvelles tensions sociales, avec notamment la révolte des mineurs d'Eureka. Les colonies ont établi des parlements élus et des droits pour les travailleurs et les femmes avant la plupart des autres nations occidentales.
La Fédération en 1901 constitue le point culminant d'un sentiment croissant d'identité nationale, qui s'est développée au cours de la seconde moitié du XIXe siècle, comme en témoignent les œuvres des peintres de l'école de Heidelberg et des écrivains comme Banjo Paterson, Henry Lawson et Dorothea Mackellar. Les guerres mondiales ont profondément marquées l'identité nationale australienne, avec la Première Guerre mondiale introduisant la légende de l'ANZAC, et la Seconde Guerre mondiale où les États-Unis sont devenus le principal allié de la nation. Néanmoins, l'Australie continue d'entretenir une relation privilégiée avec le Royaume-Uni. Lors de l'après-guerre, une grande vague d'immigrants européens a contribué à développer la démographie du pays, tout en ayant été assimilée à la nation et à la culture australienne,. En 1973, le gouvernement australien a introduit la politique du multiculturalisme, qui a entrainé la naissance d'une grande nouvelle diversité.

## L'héritage britannique et le multiculturalisme

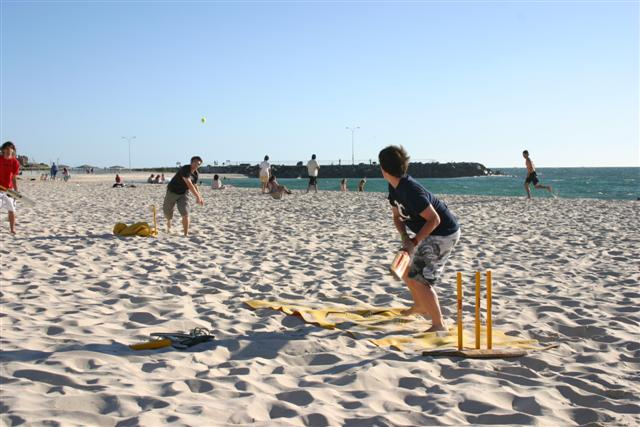
Joueurs de Cricket de plage sur la plage Cottesloe à Perth. Le lanceur lance la balle vers le batteur, le chasseur attend.

Le courant principal de la culture australienne a été fortement influencé par la culture britannique et plus largement occidentale. Il y a toutefois des influences distinctes de l'environnement australien, l'histoire des colons du pays, celle des peuples aborigènes, et l'isolement géographique par rapport aux autres nations occidentales. L'Asie possède également une influence sur le pays depuis la mise en place du multiculturalisme en 1973.
Les grandes villes australiennes sont marquées par le multiculturalisme depuis les années 1970, lorsque les gouvernements de Gough Whitlam et de Malcolm Fraser décidèrent  d'abandonner officiellement la politique de l'Australie blanche et de l'assimilation culturelle. Auparavant, seul des immigrants blancs européens étaient autorisés à débarquer en Australie et étaient soumis à un processus d'assimilation à la nation et à la culture australienne. Par exemple, lors de la grande vague d'immigration qu'à reçu le pays à l'après-guerre, les immigrants en provenance des îles Britanniques, d'Italie, d'Allemagne, de Pologne, des Pays-Bas, de Nouvelle-Zélande, de Grèce, d'ex-Yougoslavie ou de Malte, ont été soumis à une politique d'assimilation, pour qu'ils deviennent rapidement des Australiens sur le plan ethno-culturel.
Depuis la mise en place du multiculturalisme, les immigrants blancs européens sont devenus minoritaires, et la majorité de l'immigration provient désormais du Moyen-Orient, de l'Asie de l'Est et du Sud-Est. Ce changement de politique migratoire a un impact significatif sur la culture et l'identité de l'Australie.

## Cultures aborigènes

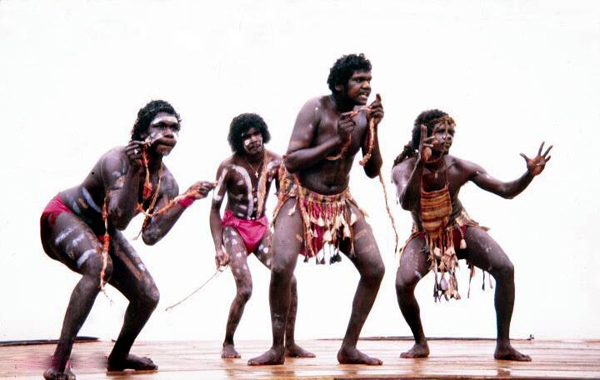
Aborigènes d'Australie (1981)

La Culture aborigène d'Australie datant d'avant la colonisation est présente dans les traditions orales et dans le folklore de leurs descendants, toutefois des détails plus précis au sens occidental ne sont pas accessibles. La continuité culturelle sur 53 000 années (ou plus) d'habitation humaine du continent ne peut pas être assumée. La culture des Aborigènes d'Australie moderne est riche et diverse, bien qu'étant sévèrement modifiée par la colonisation européenne.
Le temps du rêve (Tjukurpa en langue anangu) aussi appelé le rêve, est le thème central de la culture des Aborigènes. Le « temps du rêve » veut expliquer les origines de leur monde, de l’Australie et de ses habitants. Selon leur tradition, des créatures géantes, comme le Serpent arc-en-ciel, sont sorties de la terre, de la mer ou du ciel et ont créé la vis la terre, la rendant sacrée à leurs yeux. En 1788, l'Australie était peuplée par 250 tribus, occupant tout le continent, chacune avec sa propre langue, ses lois et ses frontières tribales : c'est la plus longue culture survivant sur terre.
La féministe anarchiste et communiste, Germaine Greer a écrit que la culture indigène a sensiblement affecté le développement de la culture du pays. Greer a pensé retrouver des origines indigènes, comme l'égalitarisme et la méfiance intrinsèque des Australiens; le don de narration; l'intonation et le vocabulaire anglais australien  dans nombre d'aspects de la culture.
- National Aboriginal & Torres Strait Islander Art Award (en)

## Identité australienne
Bien qu'issue d'un mélange des cultures aborigènes, asiatiques et européennes, l'identité australienne reste un concept flou. Brendan Nelson a brandi par le passé l'histoire de John Simpson Kirkpatrick - un immigrant illégal ayant fait acte d'héroïsme en Australie en sauvant de nombreux autres soldats blessés à dos d'âne - pour illustrer l'identité australienne.
Jusqu'au milieu du XXème siècle, l'histoire d'un peuple majoritairement originaire d'Europe domine. À partir des années 1970, de nouvelles recherches revalorisent l'histoire et l'importance des cultures aborigènes dans la culture australienne, un exercice difficile qui mène parfois à des conclusions de génocide et complique la conciliation des peuples.

## Religion
La Constitution australienne garantit la séparation de l'Église et de l'État et il n’y a aucune religion officielle en Australie. Même si le pays est très fortement laïc, les trois quarts des Australiens se disent chrétiens, en majorité catholiques ou anglicans. En 2001, le nombre de personnes se déclarant d'une religion non-chrétienne a montré une très forte augmentation à partir du recensement de 1996. Ainsi, le nombre de personnes se rattachant au bouddhisme a augmenté de 79 %, à l'hindouisme de 42 %, à l'Islam de 40 % et au judaïsme de 5 %.
Noël en Australie est célébré en été dans l'hémisphère sud. Noël est une fête chrétienne célébrant chaque année la naissance de Jésus de Nazareth, appelée Nativité et en Australie, le jour de Noël (le 25 décembre) et le lendemain de Noël (le 26 décembre) sont des jours fériés .
En termes d'architecture religieuse, toutes les capitales abritent un certain nombre de cathédrales remarquables: on peut citer Cathédrale Sainte-Marie (Sydney). Des exemples intéressants de l'ère des missions religieuses peuvent également être trouvés dans l'intérieur - notamment ce de Hermannsburg dans le territoire du nord. À proximité de la ville de Wollongong, sur l'escarpement rocheux surplombant la ville se trouve l'abbaye bénédictine de Jamberoo, construite avec des matériaux de la région qui s'harmonisent avec l'environnement et pas très loin, on trouve le plus grand temple bouddhiste de l'hémisphère sud : le temple de Nan Tien.

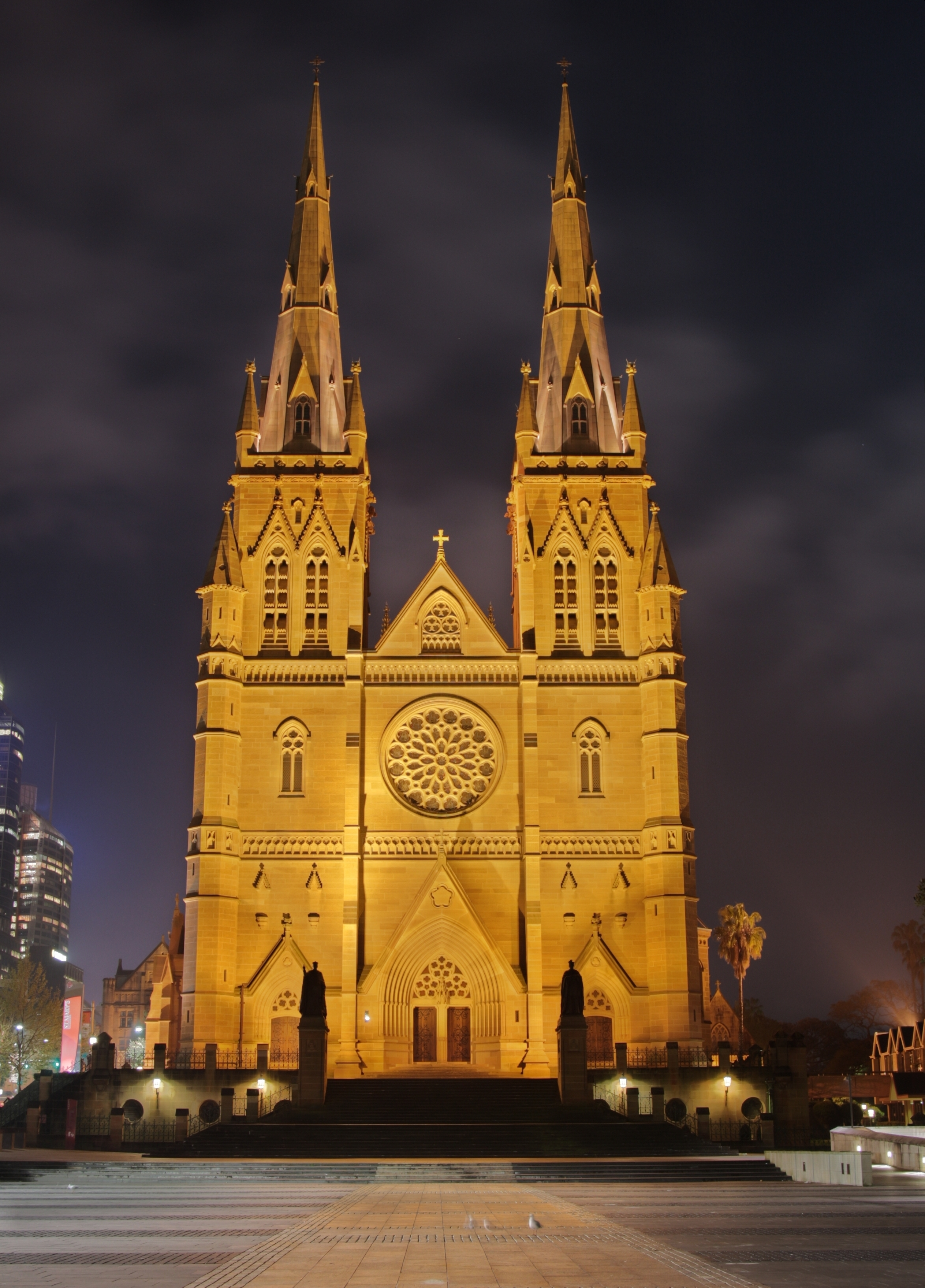
Cathédrale Sainte-Marie (Sydney).

 Pourcentage de personnes se référant à une religion (Recensement de 2001): 
| Chrétiens: - Catholique : 26,5 % - Anglican : 20,7 % - Église unifiée d'Australie : 6,7 % - Presbytérien & réformé : 3,4 % - Église orthodoxe : 2,8 % - Église baptiste : 1,6 % - Luthérien : 1,3 % - Pentecôtiste : 1,0 % - Témoins de Jéhovah : 0,4 % - Armée du salut : 0,4 % - Églises du Christ : 0,3 % - Autres chrétiens : 2,7 % | Autres: - Bouddhisme : 1,9 % - Hindouisme : 0,5 % - Islam : 1,5 % - Judaïsme : 0,4 % - Autres religions : 0,5 % - Sans religion : 16 % - Pas de réponse : 11,7 % |

## Attitudes, croyances et stéréotypes
Les Australiens ont de fortes attitudes et croyances renforcées par les principes de la société du pays.
Traditionnellement, les Australiens se considèrent comme des égalitariens, avec une méfiance du riche et du puissant ; ceci est reflété par le statut d'Eureka Stockade et des Bushrangers au sein des mentalités australiennes. Aujourd'hui cette croyance perdure sous la forme du syndrome tall poppy.
La culture australienne a été forgée par les difficultés rencontrées par les premiers colons et plus tard par l'héroïsme des soldats australiens. La « Mateship », ou fraternité loyale, a été un des principes centraux. Ceci explique aussi pourquoi les sports violents (tels que le rugby et le football australien, par exemple) sont particulièrement populaires en Australie. Les Australiens ont une propension à donner des diminutifs à tous les noms (par exemple : Hargrave → Hargie ; Wilkinson → Wilko ; John → Johnno ; Hogan → Hoges ; Lombard → Lombardy ; Fox → Foxy ; James → Jimmy). En particulier, les surnoms Sheila et Bruce représentent l'archétype des australiens dans la culture locale.
La phrase, « the lucky country », inventé par Donald Horne, est un sobriquet utilisé pour décrire l'Australie en termes de temps, de style de vie et d'histoire. Ironiquement, Horne employait ce terme pour critiquer la société australienne du début des années 1960.

### Mateship
Le terme de Mateship peut être défini comme un code de contact, particulièrement entre hommes, bien que plus récemment entre hommes et femmes, consistant à l'égalitarianisme, l'égalité et l'amitié.

### «Underdog» (Les perdants)
Les Australiens ont une forte tendance à soutenir les « perdants » ou « underdogs », c'est-à-dire qu'ils soutiennent ceux qui apparaissent comme étant en position de désavantage à moins que l'Australie ne soit en compétition directe avec une autre nation. Ceci fut visible notamment lors de la Coupe du monde de rugby à XV 2003, où l'équipe de Géorgie de rugby arriva à Perth avec une foule d'habitants venant les accueillir. Un fait similaire s'est produit à Townsville dans le Queensland où l'équipe de rugby du Japon a été préférée à celle des français.
Cette attitude est remarquable en sport, puisqu'il prend beaucoup de place dans la culture australienne. Si on demandait à un Australien de choisir entre deux compétiteurs inconnus, très souvent il choisira celui qui est le moins susceptible de gagner. La victoire de Steven Bradbury aux Jeux olympiques d'hiver de 2002 a entraîné l'invention de l'expression doing a Bradbury (faire une Bradbury), ce qui montre le soutien accordé aux perdants par les Australiens en positivant et en encourageant à ne pas abandonner.
Il y a toutefois, un autre aspect de cette attitude chez les Australiens. C'est le fait de « critiquer ceux qui réussissent », qui se révèle être une attitude australienne typique. Par conséquent, les Australiens semblent être très critiques quant à leurs leaders politiques et les personnalités à succès, et toujours sympathiques envers ceux qui sont dans le besoin. Cette attitude est observable dans Today Tonight et A Current Affair, les deux plus grands programmes de télévision tabloïd (qui ont eux-mêmes été critiqués pour leur manque de qualité), ou dans la radio "talkback". Les étrangers noteront que les Australiens ont de nombreux soupçons concernant le pouvoir des politiciens et leur haut niveau de vie concernant le fait qu'ils tirent avantage de leur pouvoir.
Il peut y avoir des discussions quant au côté plus sinistre que le syndrome tall poppy a mis en évidence récemment vers une tendance à l'hégémonie culturelle de certains Australiens sur ce qui constitue « un Australien ».

### Un «Fair Go» (Une chance)
La croyance en un « Fair Go » est une partie clef de la culture australienne et souvent de la société australienne. Les idéaux socialistes du Ministère du Travail ont souvent utilisé ce terme pour défendre leur point de vue. L'unionisme en Australie a aussi grandement bénéficié de cette croyance. Le Fair go peut aussi être associé au syndrome Tall Poppy, puisque les Australiens voient l'élite possédant un avantage injuste dans la vie. Ceci est visible à travers de forts systèmes publics de santé et d'éducation en Australie.

### Subordination culturelle
L'idée de subordination culturelle (Cultural Cringe) a été définie par les sociologues australiens Brian Head et James Walter comme la croyance que son propre pays occupe une "place subordonnée sur la périphérie" et que les intellectuels et les innovations se trouvent ailleurs. En conséquence, une personne qui possède cette croyance est encline à dévaluer la culture propre de son pays, les académies et la vie artiste, et à vénérer la culture "supérieure" d'un autre pays.

### Syndrome Tall Poppy
Quelqu'un est dit atteint du syndrome tall poppy quand son acceptation d'une position économique, sociale ou politique plus élevée attire la critique, étant perçue comme présomptueuse, cherchant l'attention ou sans mérite.

### Histoires et légendes
Les histoires et les légendes australiennes ont une signification culturelle tout à fait indépendante de leur vérité (ou fausseté). Ceci peut être perçu dans l'obsession nationale, avec le portrait presque mythologique, de Ned Kelly considéré comme une sorte de Robin des Bois.
Les Australiens, d'après l'opinion populaire, sont détendus, tolérants et faciles à vivre, tenant à la justice, ou, pour utiliser l'expression correcte, un « fair go » (une chance).
Les Australiens, d'après cette même opinion populaire, font de grands sportifs et soldats. Pourtant comme beaucoup de légendes, elle est basée sur des vérités. L'Australie a montré dans le passé et montre aujourd'hui encore, que pour un pays peuplé de 20 millions d'habitants, elle a atteint un haut niveau dans le domaine du sport, tel que les 49 médailles gagnées lors des Jeux olympiques d'Athènes de 2004. Militairement, les Australiens ont servi vaillamment en guerre, de la Bataille des Dardanelles, à d'autres missions régionales plus actuelles, tel qu'au Timor oriental.
La culture de la guerre en Australie est légèrement différente de la conception des autres pays de culture occidentale. Cela consiste généralement à des commémorations pour ceux qui sont morts en temps de guerre et à des honneurs faits à ceux qui vivent (2 jours de célébration nationale sont dédiés à ça chaque année). Les Australiens voient les Dardanelles comme leur baptême du feu, se démarquant ainsi du Royaume-Uni et du reste du monde. L'idéal australien de la guerre s'est formé par le fait que les Dardanelles furent une défaite pour l'Australie. Servir vaillamment, et avoir du respect pour leurs adversaires Turcs (mené par Atatürk), est vu comme une expérience australienne ; la noblesse provenant non pas de la gloire de la victoire, mais du sacrifice et de la noblesse dans la défaite. Cette expérience de la guerre a été répétée dans d'autres batailles sur le Front occidental, telles que la bataille de Passchendaele.
La légende concernant le fait que les Australiens sont de grands soldats provient de l'Australian Imperial Force (AIF) qui est utilisée au dernier moment de la guerre comme troupe de choc des forces britanniques. La Bataille d'Amiens, connue comme le « jour noir de l'armée allemande » durant la Première Guerre mondiale dans laquelle les soldats australiens jouèrent un grand rôle. Cette image est due au fait que les Australiens sont généralement larges d'épaules et d'actifs soldats, qui est le résultat d'origine rurale; la majorité des Australiens savent comment monter et tirer avant de s'enrôler, ce qui fait d'eux de bons soldats. Toutefois, les Australiens ont aussi une attitude laxiste envers la discipline.
Les mots de l'anglais australien combinent un non-respect moqueur pour l'autorité établie, particulièrement si c'est pompeux, avec un sens de l'humour distinctif. Par exemple, les Australiens prennent plaisir à surnommer un homme grand « Shorty », un muet « Rowdy », un chauve « Curly » et un roux « Bluey ». Les politiciens, ou « pollies », que ce soit de l'État ou au niveau fédéral, sont généralement détestés.
Beaucoup d'histoires et de légendes d'Australie sont originaires de l'outback, chez les conducteurs de bestiaux et les personnes des terres arides, bien qu'une petite partie seulement de la population australienne vive dans l'outback, ou alors à une ou deux heures des villes. Ceci était vrai même dans l'Australie du siècle passé - depuis la ruée vers l'or des années 1850, la plupart des Australiens sont citadins. L'Australie est aujourd'hui l'un des pays les plus urbanisés du monde. Néanmoins, après un siècle ou plus passé à écouter les histoires du bush de Henry Lawson et la poésie de Banjo Paterson, les légendes sont souvent réelles.

## Alimentation

### Cuisine

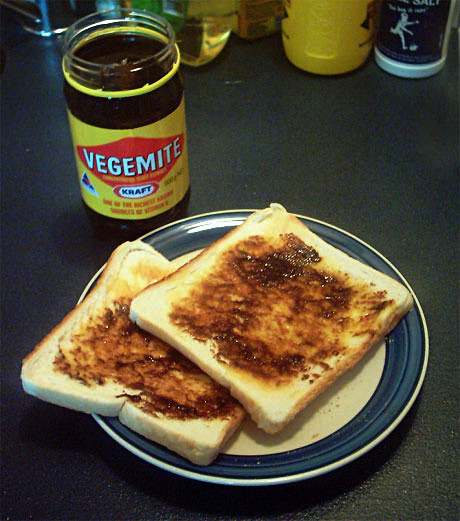
Vegemite sur des toasts.

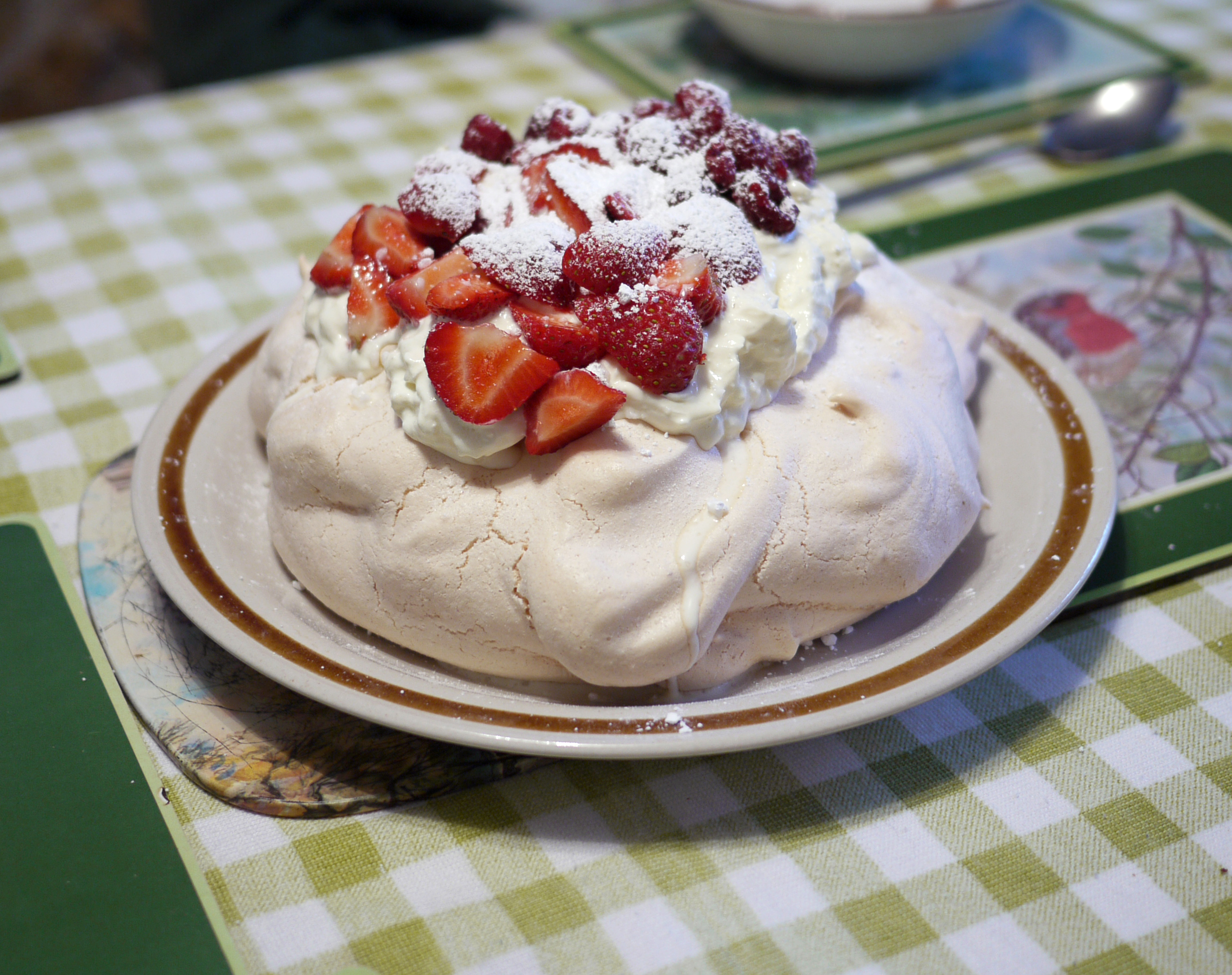
Pavlova desserts

La cuisine australienne contemporaine combine des origines indigènes et britanniques avec des influences méditerranéennes et asiatiques. L'Australie a des ressources naturelles abondantes et les Australiens ont accès à un large choix de viandes de qualité. Faire griller de l'agneau et du bœuf en plein air est une vieille tradition. La grande majorité des Australiens vivant près de la mer, les restaurants de fruits de mer australiens sont classés parmi les meilleurs du monde.
Originellement, la cuisine australienne traditionnelle était fondée sur la cuisine britannique apportée par les colons britanniques. Cette cuisine est généralement constituée de rôtis, de côtelettes grillées et d'autres formes de viande généralement accompagnées de légumes (connus familièrement comme "meat & three veg") ou de purée de pommes de terre, haricots, pois et carottes. Le barbecue reste une part importante de la vie australienne. Le 'barbie', une icône de la cuisine et de la culture australienne, s'est développé comme une tradition lors des fêtes et des rassemblements. Un des aspects culturels significatifs de la cuisine est aussi la tarte à la viande d'Australie.
La gamme des genres culinaires disponibles dans les villes multiculturelles d'Australie s'est développé considérablement en raison de l'importance de l'immigration. La nourriture italienne, chinoise, thaïe, grecque, arabe, indienne, turque, vietnamienne et mexicaine sont très populaires et restent à un niveau de qualité grâce à des échanges prospères des restaurants de plusieurs villes pour le plaisir des Australiens de tous les horizons. Le flux d'immigrants en Australie a apporté de nouveaux plats qui ont pris une grande place dans la cuisine australienne, ceci en reprenant des plats standards et en les enrichissant de ces différents apports culturels.
L'Australie-Méridionale a une forte culture culinaire. Ceci a résulté d'une combinaison de facteurs dont une forte industrie locale de production et de l'influence des immigrants.
Le Billy Tea est une tradition célébrée en Australie. Le thé de Billy est bouilli au-dessus d'un feu de camp et augmenté par la feuille d'eucalyptus. La chanson folklorique Waltzing Matilda raconte l'histoire d'un vagabond errant qui s'assied bouillant son billy à côté d'un billabong (étang de fleuve).
Le label Australian Made est créé en 1986 pour identifier les produits domestiques et favoriser leur consommation.

### Alcools
Les alcools - la bière et le vin australien en particulier - est une part importante de la culture australienne. En fait 32 des boissons présentes dans le top 50 australien contiennent de l'alcool et la plupart sont des marques locales.

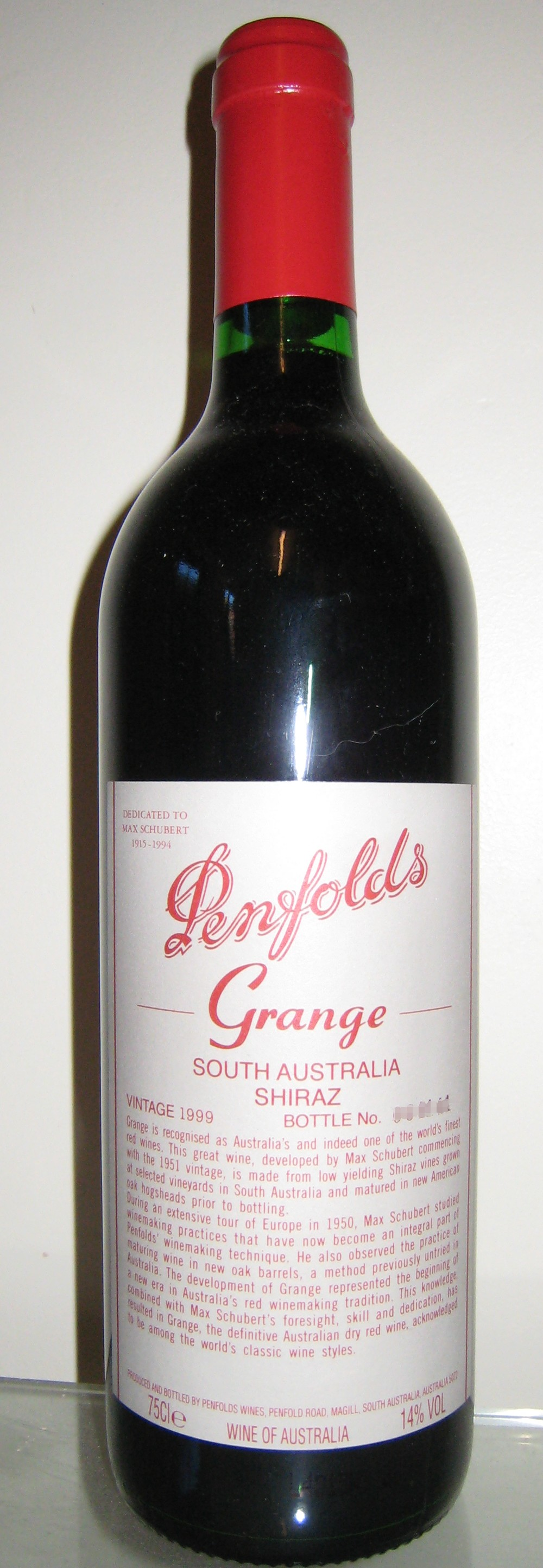
1999

L'Australie produit certains des meilleurs vins du monde, dont Penfolds Grange (en). Parmi les vignobles les plus célèbres, on peut citer : Penfolds, Rosemount Estate, Wynns Coonawarra Estate et Lindemans. Les régions des vallées de l'Hunter et de la Barossa sont connues pour leurs vignobles. De nombreux hectares de vignes occupent ces régions où, les années impaires, se tiennent des fêtes du vin qui attirent de nombreux visiteurs qui viennent profiter des défilés, concerts et repas.
La Vallée Hunter produit du vin depuis 150 ans. Les vignobles renommés incluent ceux de Rothbury, de Tyrrells et de McGuigans. On les connaît pour leur Sémillon mais ils produisent de bons Shiraz, Chardonnay et Verdelho. On connait la vallée Barossa pour son Chiraz parmi les plus anciens au monde, son Cabernet sauvignon et son Grenache. Les vins blancs incluent les Rieslings de la Vallée Éden, les Sémillons et les Chardonnays.
Les bières des marques locales célèbres sont toujours populaires en Australie. La brasserie la plus ancienne est celle de la Cascade à Hobart en Tasmanie (ouverte en 1824); cependant, de la bière avait déjà été produite à Sydney à partir de 1806 par James Squire,. Depuis les années 1970, un certain nombre de bières australiennes, comme la Fosters Lager, ont acquis une renommée internationale.
Le commerce de rhum a été une composante importante de l'économie coloniale très tôt en Nouvelle-Galles du Sud. Le commerce du rhum a même mené au seul coup d'État de l'histoire de l'Australie: la révolte du rhum qui a renversé le gouverneur William Bligh en 1808.

## Sports

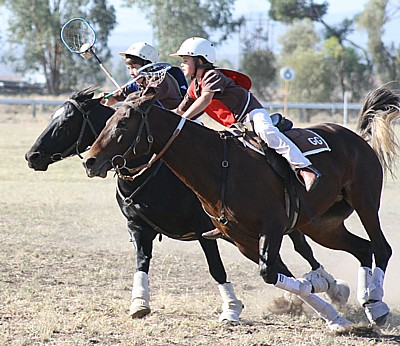
Match de polocrosse en Australie.

Les Australiens sont passionnés par le sport et celui-ci forme une partie majeure de la culture du pays, particulièrement en termes de spectacle, mais aussi en termes de participation. Le patriotisme australien s'exprime à travers le sport ce qui fait qu'il est pris très au sérieux, spécialement regardé durant les événements internationaux majeurs tels que les Jeux olympiques. Avec une population de seulement 21 millions de personnes, l'Australie aux Jeux olympiques a fini quatrième en 2000 et 2004 (derrière les États-Unis, Russie et Chine).
Par tradition, le cricket, le football australien et le rugby à XIII sont les sports d'équipes les plus populaires. On peut citer aussi le rugby à XV, le football, le netball et le hockey sur gazon qui sont eux aussi appréciés. L'Équipe d'Australie de rugby à XV, l'équipe d'Australie de rugby à XIII, l'équipe d'Australie de cricket et des équipes nationales de netball et hockey sont régulièrement championnes du monde.
Parmi les principales manifestations sportives, nous pouvons  citer : The Ashes, série de test-matchs de cricket contre l'Angleterre; la Bledisloe Cup, série matchs de rugby à XV contre la Nouvelle-Zélande ; The State of Origin, matchs de rugby à XIII entre la Nouvelle-Galles du Sud et le Queensland, la grande finale de la Ligue de Rugby à XIII et la grande finale de la Ligue de Football australien (AFL) à Melbourne. Parmi les grands Australiens du sport, on peut citer: Sir Donald Bradman (cricket); Cathy Freeman (400 m); Greg Norman (golf); David Campese (rugby à XV, avec 101 capes en équipe nationale et 64 essais en matchs internationaux) et Rod Laver (le seul joueur à avoir réalisé à deux reprises le grand chelem au tennis).

### Cricket

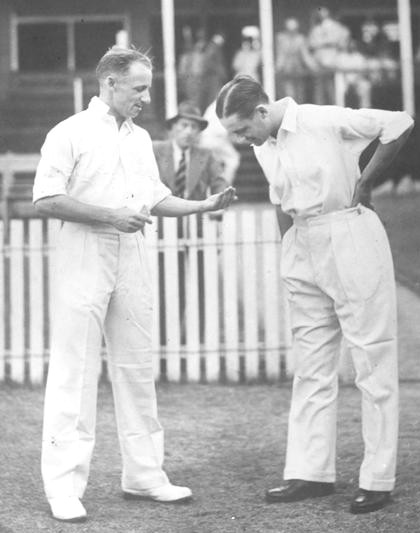
Don Bradman "tosses the coin" (jette la pièce de monnaie) avant un test match contre l'Angleterre dans The Ashes

Le cricket existe depuis longtemps en Australie et est un des sports les plus populaires. Ce sport est joué tant au niveau local qu'aux niveaux internationaux et nationaux. C'est un sport d'été attendu et à la différence des nombreux codes de football qui existent en Australie, les règles sont bien suivies dans l'ensemble du pays. L'équipe nationale de cricket australienne a été la championne du premier test-match en 1877, et elle est aujourd'hui considérée comme une équipe leader au niveau international. L'équipe australienne est en effet sans conteste une équipe dominante, ayant remporté de nombreux matchs pendant les années 2000. La première équipe australienne à avoir joué à l'extérieur en 1868 était composée exclusivement de joueurs aborigènes, elle s'appelait 1868 Aboriginal cricket tour of England. L'équipe nationale australienne qui est allée en Angleterre en 1948 s'appelait Les Invincibles et avait comme capitaine Donald Bradman. Dans les dernières années, elle a eu d'autres capitaines, dont Allan Border, Mark Taylor, Steve Waugh, et actuellement Ricky Ponting. Pendant l'année 2007, l'Australie a gagné la Coupe du monde de cricket quatre fois sur les neuf coupes organisées, et trois fois à la suite. L'Australie domine le cricket mondial depuis le milieu des années 1990, elle était dans toutes les finales mondiales depuis 1996 et est invaincue dans les matchs de la coupe du monde depuis 1999. Elle n'a subi aucune défaite pendant les matchs de la coupe en 2003 et 2007.
Les compétitions nationales entre les villes prennent trois formes : la compétition de first-class appelée Sheffield Shield, la compétition de List A cricket nommée Ford Ranger One Day Cupet la compétition de Twenty20 appelée le KFC Twenty20 Big Bash. Les tournois de Sheffield Shield et de Ford Ranger One Day Cup se présentent sous la forme de rencontres de toutes les équipes à domicile et à l'extérieur, puis les deux meilleures équipes se rencontrent dans un match final. Le tournoi de KFC Twenty20 Big Bash est similaire, sauf que chacune des équipes ne se rencontre qu'une fois avant la finale.

### Football australien

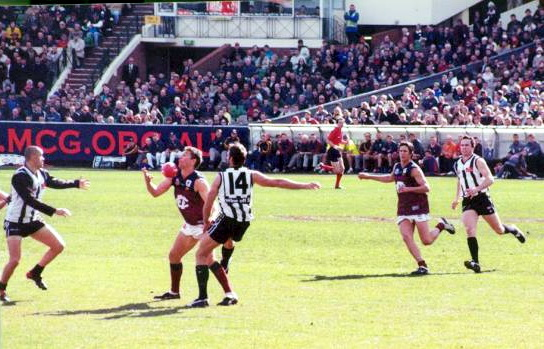
Football australien au MCG.

Le Football australien (ou en anglais le Australian rules football parfois diminué en Aussie Rules, ou AFL) est le sport d'hiver le plus populaire dans les États de Victoria, Australie-Occidentale, Territoire du Nord, Australie-Méridionale et Tasmanie. En tant que seul sport inventé par les australiens, le football australien tient une place spéciale dans la culture australienne. Il est aussi le sport ayant le plus d'affluence d'après la ligue sportive d'Australie. Il influence aussi d'autres passe-temps australiens tels que le kick-to-kick et le footy tipping.
Depuis des années, le football australien a inspiré de nombreux films, musiques, émissions de TV et livres en Australie. Un certain nombre de ces chansons sont devenus des hymnes du football lors des rencontres, mais aucune n'a dépassé les hits de 1979 Up There Cazaly, de Mike Brady et One Day in September qui sont toutes deux devenus des hymnes sportifs.
Il existe d'importantes compétitions locales dans chaque état, avec des ligues tels que la SANFL en Australie-Méridionale, la QAFL dans le Queensland, la WAFL en Australie-Occidentale et la VFL dans l'État de Victoria, et de nombreuses autres ligues locales à travers le pays, dont les plus notables se trouvent en Victoria.

### Rugby

#### Rugby à XIII

Le Rugby a XIII est le sport d'hiver le plus populaire en Queensland et Nouvelle-Galles du Sud

Le Rugby à XIII est le sport d'hiver le plus populaire dans le Territoire de la capitale australienne, en Nouvelle-Galles du Sud, et au Queensland. La NRL et l'AFL devinrent des ligues d'états en Nouvelle-Galles du Sud et en Victoria respectivement, et sont axés entre les deux plus grandes villes, Sydney et Melbourne. Tandis que la plupart des équipes de la NRL sont basées à Sydney, la plupart des équipes de l'AFL sont liées à Melbourne.
Le rugby à XIII est joué en Australie dans des clubs au niveau des villes jusqu'au national, aussi bien que dans les matchs entre le Queensland et la Nouvelle-Galles du Sud dans la série des State of Origin, un des événements sportifs majeurs en Australie. De plus les Australian Kangaroos représentent le pays durant les rencontres internationales.

#### Rugby à XV

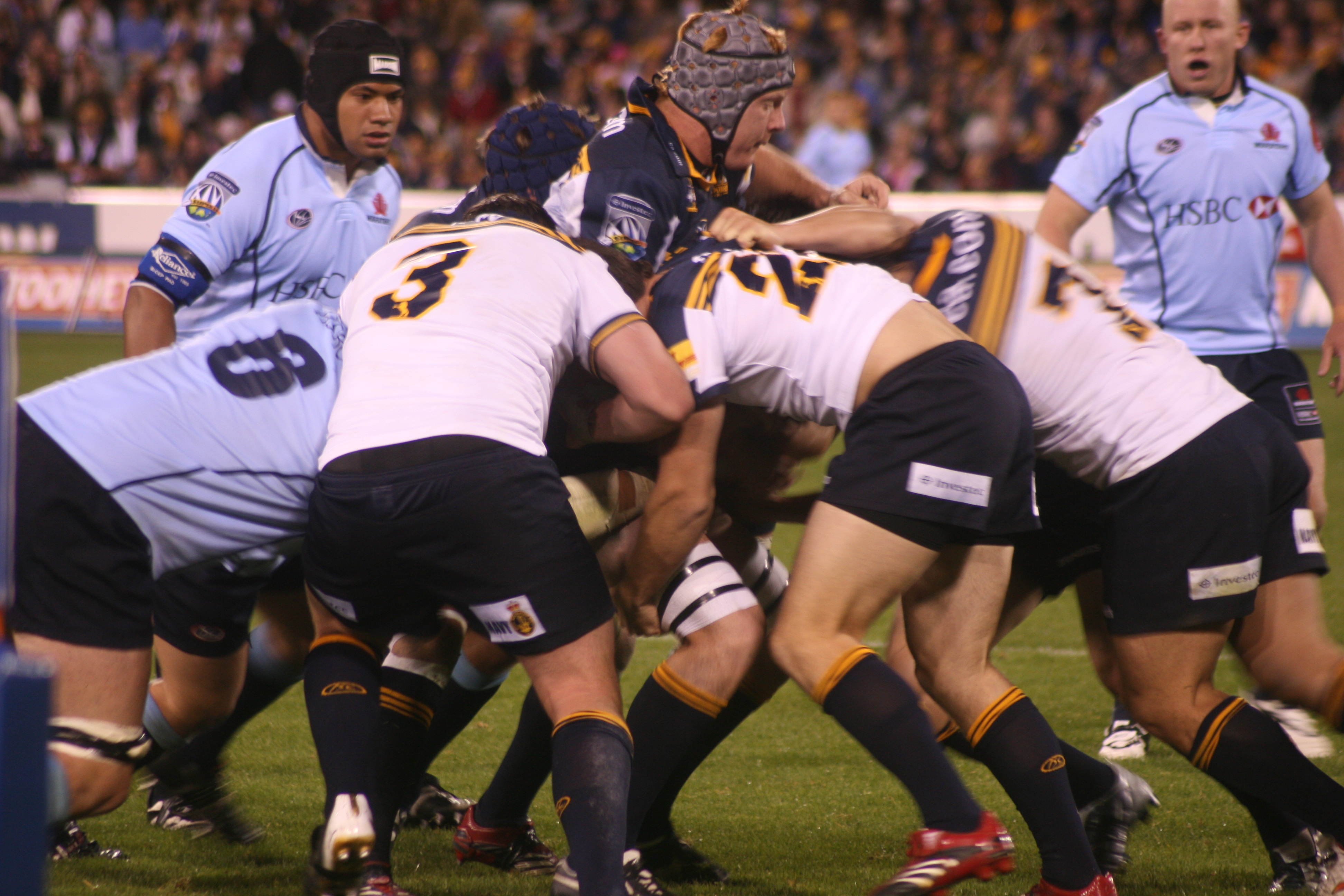
ACT Brumbies v NSW Waratahs, Rugby à XV

Le Rugby à XV est aussi l'un des sports les plus populaires d'Australie (surtout en Territoire de la capitale australienne). Les Wallabies est l'équipe nationale qui représente l'Australie dans les compétitions majeures internationales. En raison de son palmarès, elle est considérée comme l'une des meilleures sélections nationales au monde. Au 23 novembre 2009, elle est troisième au classement des équipes nationales de rugby. Rivale séculaire des All Blacks, l'équipe néo-zélandaise, la sélection australienne est la seule équipe, avec l'Afrique du Sud
à compter deux titres de champion de monde, en 1991 et 1999. John Eales, Jason Little, Tim Horan et Phil Kearns participèrent à ces deux finales historiques. En 2003 l'Australie a accueilli la Coupe du monde, dans laquelle l'équipe nationale, les Wallabies, perdit face à l'Angleterre lors de la finale au Telstra Stadium.
Le Tri-nations est un championnat annuel entre les équipes de Nouvelle-Zélande, Australie et Afrique du Sud, la première édition a eu lieu en 1996. L'Australie l'a remporté en 2000 et en 2001. La Bledisloe Cup est une compétition de rugby annuelle, se disputant entre les équipes d'Australie et de Nouvelle-Zélande. Le competition de l'Angleterre-Australie en rugby à XV s'appelle le Cook Cup. La première confrontation entre Australie-France en rugby à XV a lieu à Colombes en 1928 (l'Équipe de France face aux Waratahs de la province de Nouvelle-Galles du Sud).
Le Super Rugby est une compétition interprovinciale de l'hémisphère sud de rugby à XV qui oppose des équipes d'Australie, d'Afrique du Sud et de Nouvelle-Zélande. Les franchises australiennes sont les Brumbies basée à Canberra; les Reds basée à Brisbane, les Waratahs basée à Sydney, le Western Force basée à Perth et les Melbourne Rebels basée à Melbourne.

### Autres sports

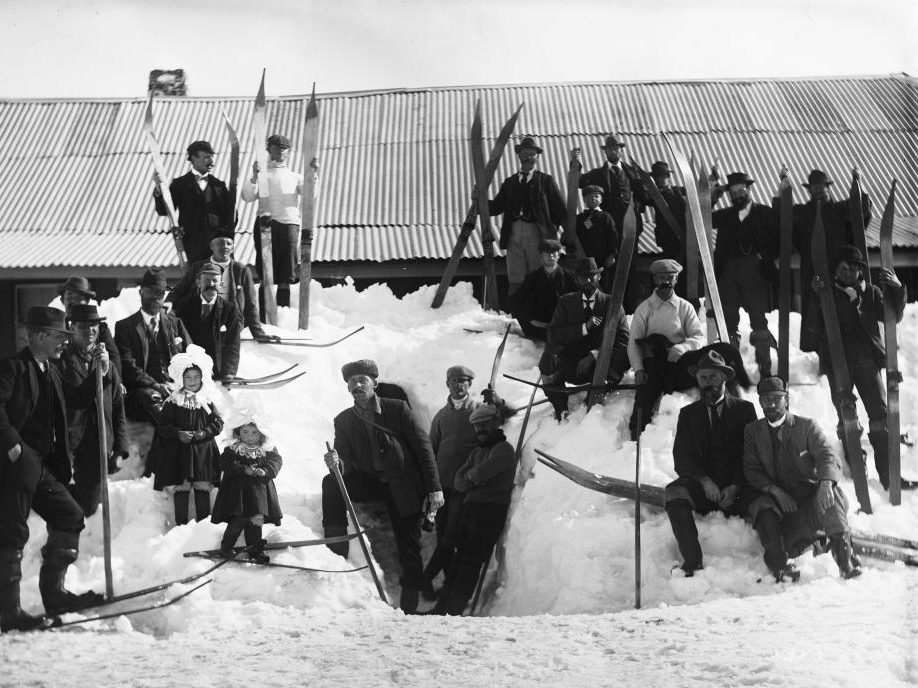
Des skieurs à Kiandra, en 1900. Le ski a commencé en Australie à Kiandra, en 1861, pendant l'époque de la ruée vers l'or.

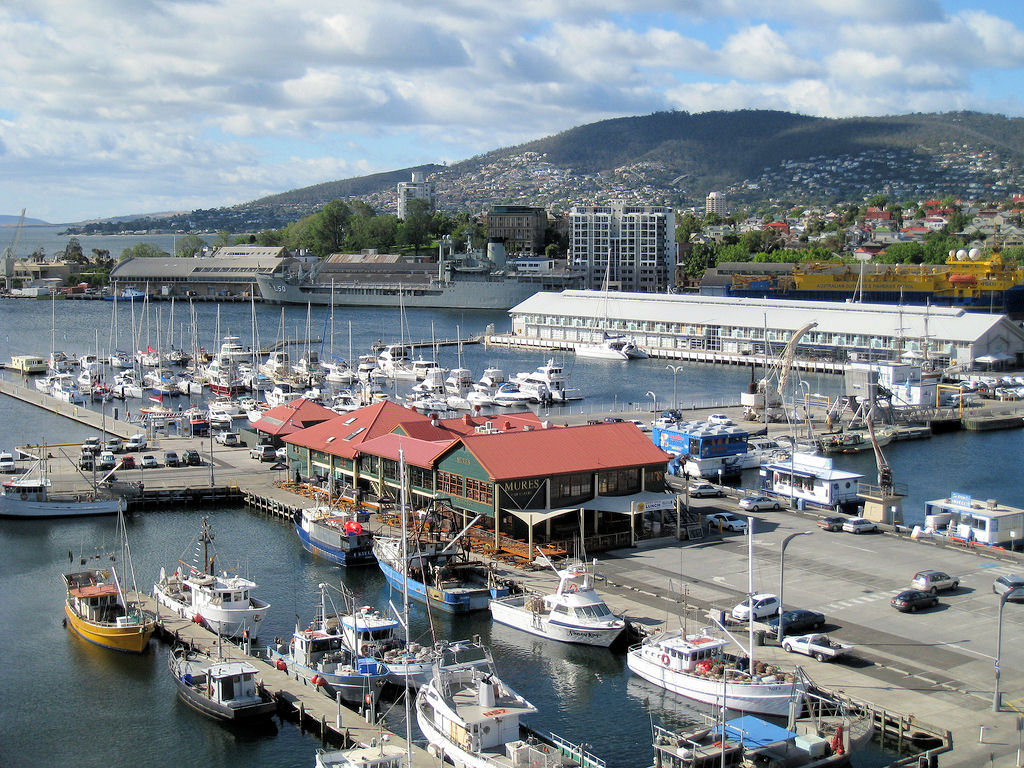
Constitution Dock, en Hobart, le destination du Sydney-Hobart.

Les australiens apprécient aussi d'autres sports, tels que le tennis, le netball, le golf, le basket-ball et les compétitions automobiles. Les jeux sont un passe-temps très courant, et les courses hippiques tout comme les courses de lévriers sont populaires pour cette raison.
Le Football est populaire en Australie, surtout parmi les jeunes garçons. Depuis la création de la nouvelle A-League de football, qui fit sa première saison en septembre 2005, l'Australie a une compétition nationale avec une équipe par état, plus une en Nouvelle-Zélande et deux régionales (les deux en Nouvelle-Galles du Sud). L'équipe d'Australie de football a été qualifiée pour les coupes du monde de 1974, 2006 et 2010.
Plusieurs sports non-principaux conservent un niveau élevé parmi les équipes australiennes dû à la culture sportive. Par exemple, les équipes de hockey sur gazon australiennes sont considérées comme faisant partie des meilleures au monde. Les cyclistes australiens ont récemment eu du succès lors du Tour de France tout comme dans d'autres compétitions internationales de cyclisme, notamment Cadel Evans qui a terminé second lors du Tour de France 2007, a remporté le classement final de l'UCI ProTour 2007 et qui a, par-dessus tout, été sacré Champion du Monde de cyclisme sur route 2009. Depuis 2008, la seule course cycliste de niveau international en Australie, la Tour Down Under courue autour d'Adélaïde, devient la première course de l'UCI ProTour située hors d'Europe.
Les sports d'eau et des plages sont vraiment populaires - surtout la natation, le surf et le Sauvetage sportif - (l'Australie, le pays d'origine de ce sport, organise un championnat national aussi important que ceux de football en Europe). En 1983, les Américains perdent la régate de la coupe de l'America pour la première fois, au profit du bateau australien Australia II barré par John Bertrand. Sydney-Hobart est une course à la voile partant de Sydney chaque 26 décembre et se terminant à Hobart, pour une distance d’environ 1 167,39 kilomètres.
La pratique des sports de neige est possible en Australie dans les Alpes australiennes et une partie de la Tasmanie. Les Australiens ont commencé à pratiquer le ski alpin à partir du XIXe siècle, le point de départ étant probablement Kiandra, dans les Snowy Mountains en 1861. Parmi les skieurs les plus connus, on peut citer Malcolm Milne, Zali Steggall, Alisa Camplin et Dale Begg-Smith. Les stations de skiles plus appréciées sont celles de Thredbo, Perisher et Charlotte Pass en Nouvelle Galles du Sud et de Mont Hotham, Falls Creek et Mont Buller au Victoria. Les vastes plateaux et les sommets permettent, en hiver, la pratique du ski de fond dans les régions du Kosciusko Backcountry, Jagungal Wilderness et du Plateau Bogong ainsi que dans les Parcs nationaux de Tasmanie et les monts Brindabella du Territoire de la capitale australienne.
Les courses de chevaux sont populaires et l'intérêt du public pour les courses hippiques a connu une augmentation majeure ces dernières années avec plus de 100 000 personnes présentes aux courses de la Melbourne Cup.
L'Australie a accueilli deux éditions des Jeux olympiques: ceux de 1956 à Melbourne et ceux de 2000 à Sydney. L'Australie est un des trois uniques pays à avoir envoyé des athlètes à toutes les olympiades d'été. Le meilleur sportif australien en nombre de médailles olympiques gagnées est Ian Thorpe avec 9 médailles dont 5 d'or. Les sportifs ayant obtenu 4 médailles d'or olympiques sont: Betty Cuthbert, Murray Rose, Dawn Fraser et Shane Gould.
Les Jeux du Commonwealth sont une compétition multisports où se rencontrent les meilleurs sportifs des nations membres du Commonwealth. Le programme des épreuves est comparable à celui des Jeux olympiques d'été, mais comprend également certains sports plus spécifiques au Commonwealth comme le rugby à sept, le boulingrin (jeu) ou le netball. Depuis 1930, l'Australie a été la plus haute équipe de marquage aux dix éditions des jeux, et a accueilli quatre éditions des Jeux.

## Arts en Australie
L'originalité des arts en Australie a acquis une reconnaissance internationale. En pratique, il est difficile de discerner la culture australienne en examinant la musique, la danse ou la littérature.
La "culture élitiste" a un peu d'attention de la part de la population, en contraste avec la culture populaire. La culture élitiste prospère avec d'excellentes galeries (même dans les petites villes); une riche tradition de ballet, animé par les legs de Sir Robert Helpmann, et continuant avec Graeme Murphy; une compagnie nationale d'opéra basée à Sydney; et d'excellents orchestres symphoniques dans chaque capitale, particulièrement les orchestres symphoniques de Melbourne et de Sydney.
- Liste d'artistes visuels australiens indigènes (en)

### Artisanat
- Artisanat d'art,
- Catégorie:Artisanat par pays,
- Arts appliqués, Arts décoratifs

Les savoir-faire liés à l’artisanat traditionnel relèvent (pour partie) du patrimoine culturel immatériel de l'humanité. On parle alors de trésor humain vivant.
Mais une grande partie des techniques artisanales ont régressé, ou disparu, dès le début de la colonisation, et plus encore avec la globalisation, sans qu'elles aient été suffisamment recensées et documentées.

#### Arts graphiques
- Calligraphie, Enluminure, Gravure, Origami

#### Textiles
- Art textile, Arts textiles, Fibre, Fibre textile, Design textile
- Mode, Costume, Vêtement, Confection de vêtement, Stylisme
- Technique de transformation textile, Tissage, Broderie, Couture, Tricot, Dentelle, Tapisserie,
- John Kaldor, Annemieke Mein, Ilka White

#### Cuir
- Maroquinerie, Cordonnerie, Fourrure

#### Papier
- Papier, Imprimerie, Techniques papetières et graphiques, Enluminure, Graphisme, Arts graphiques, Design numérique

#### Bois
- Travail du bois, Boiserie, Menuiserie, Ébénisterie, Marqueterie, Gravure sur bois, Sculpture sur bois, Ameublement, Lutherie

#### Métal
- Métal, Sept métaux, Ferronnerie, Armurerie, Fonderie, Dinanderie, Dorure, Chalcographie

#### Poterie, céramique, faïence
- Mosaïque, Poterie, Céramique, Terre cuite
- Potiers : Matthew Blakely, Joan Campbell, Bruce Chivers, Anne Dangar, Una Deerbon, Stacha Halpern, Marguerite Mahood, Gus McLaren, Milton Moon, Peter Parsons, Klytie Pate, Gwyn Hanssen Pigott, Reg Preston, Gladys Reynell, Joyce Scott, Ian Sprague
- Céramistes : Stephen Benwell, Merric Boyd, Milyika Carroll, Malpiya Davey, Pamela Irving, Peter Parsons, John Perceval, Joyce Scott, Ian Sprague, Tjunkaya Tapaya, Thancoupie

#### Verrerie d'art
- Arts du verre, Verre, Vitrail, Miroiterie
- Anita Aarons, Nora Burden, Leonard French, David Taylor Kellock, Cedar Prest, John Radecki, M. E. Aldrich Rope
- Zoja Trofimiuk (1952-)

#### Joaillerie, bijouterie, orfèvrerie
- Lapidaire, Bijouterie, Horlogerie, Joaillerie, Orfèvrerie
- Wilfrid Nelson Isaac (émail)

#### Espace
- Architecture intérieure, Décoration, Éclairage, Scénographie, Marbrerie, Mosaïque
- Jardin, Paysagisme

### Arts visuels
- Art en Australie
- Art des Aborigènes d'Australie
- Artistes australiens
- Artistes contemporains australiens

#### Peinture et sculpture

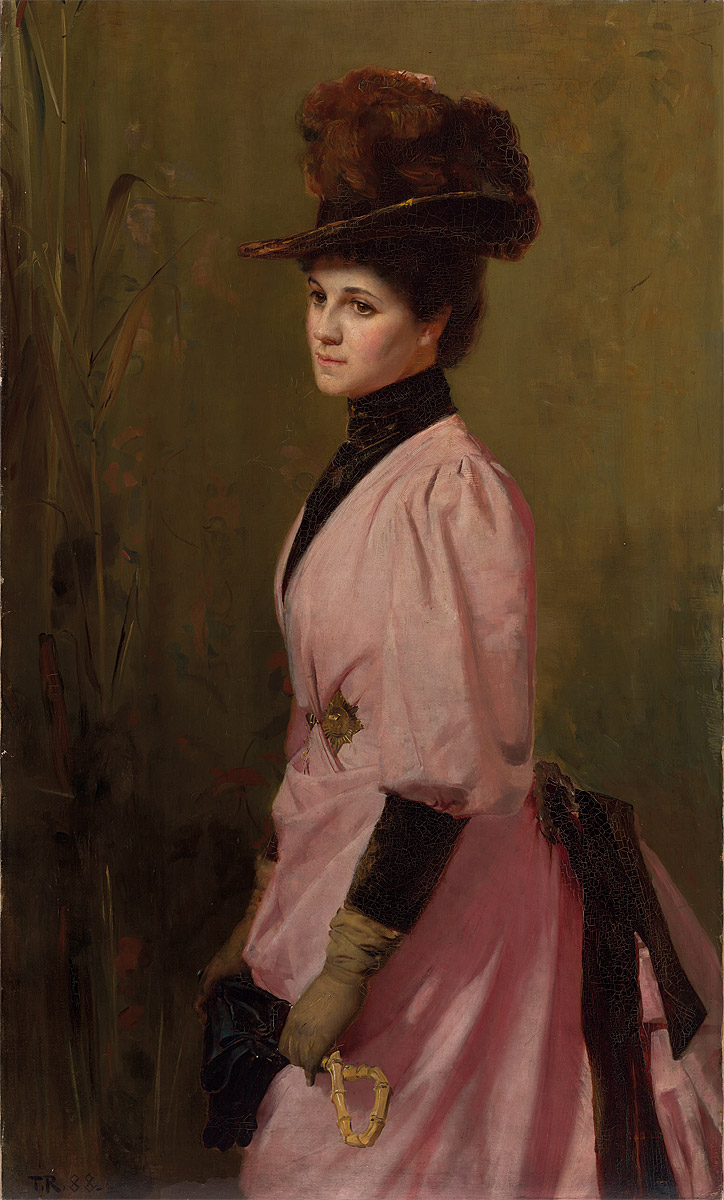
The Australian Native(1888) par Tom Roberts du Heidelberg School.

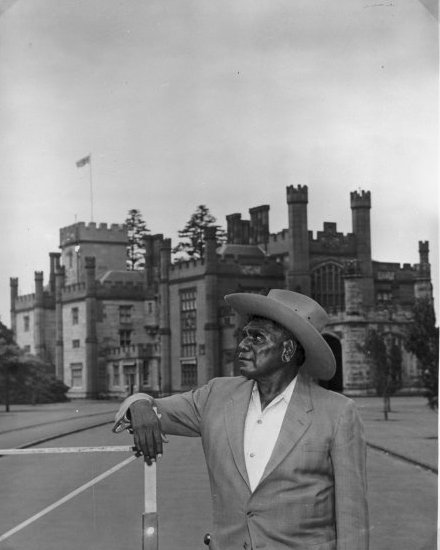
Le paysagiste Albert Namatjira, de l'École Hermannsburg, à la maison du gouverneur à Sydney, en 1955.

Les arts visuels ont une longue histoire en Australie avec les peintures sur paroi et les peintures sur bois aborigènes. Des exemples d’art rupestre peuvent être trouvés dans les parcs publics même dans les villes principales et Uluru et Parc national de Kakadu, en Territoire du nord, sont classés sur la liste de l'UNESCO en tant que patrimoine culturel,,. À partir des années 1970, les Aborigènes ont abordé la peinture acrylique sur toile. Ce Western Desert Art Movement (Papunya Tula) est devenu l'un les des mouvements d'art les plus significatifs du XXe siècle.
À partir de 1788, la peinture australienne est souvent décrite comme le passage progressif d'un sens européen de lumière à un sens australien. Les origines de la peinture australienne sont souvent associées à l'école d'Heidelberg des années 1880-1890. Des artistes comme Arthur Streeton, Frederick McCubbin et Tom Roberts se sont efforcés de donner une image plus vraie de la lumière en Australie. Ils ont peint en plein-air dans la tradition impressionniste. Ces artistes ont été inspirés par les beaux paysages et la lumière unique qui caractérise le bush australien.
Le premier peintre australien à se faire un nom à l'étranger fut l'impressionniste John Peter Russell pendant les années 1880. Un autre artiste expatrié en avance sur son époque fut Rupert Bunny, peintre de paysages, d'allégorie et d'images sensuelles et intimes.
Parmi les principaux artistes du XXe siècle, on peut citer: les surréalistes Sidney Nolan, Arthur Boyd et Russell Drysdale; l'avant-gardiste Brett Whiteley; les peintres/sculpteurs William Dobell et Norman Lindsay; les paysagistes Albert Namatjira et Lloyd Rees et le photographe moderne Max Dupain. Chacun a aidé à définir le caractère particulier des arts visuels australiens.
Le modernisme est arrivé en Australie au début du XXe siècle. À sa tête étaient Grace Cossington Smith et Margaret Preston. Les artistes Pro Hart et Ken Done ont contribué au développement d'un modèle australien moderne populaire et l'artiste australien omniprésent Rolf Harris a peint le portrait officiel de la reine Élisabeth II à l'occasion de son quatre-vingtième anniversaire. L'humoriste Barry Humphries a également été un exposant provocateur du dadaïsme en Australie. Michael Leunig (né en 1945 à Melbourne) est un artiste australien qui a développé un style très particulier et reconnaissable de caricature.
Le pays compte de nombreux musées et galeries d'art (y compris dans de petites villes), notamment la National Gallery of Victoria (à Melbourne), la National Gallery of Australia (à Canberra), Galerie nationale australienne de portraits, l'Art Gallery of New South Wales (à Sydney) et le National Museum of Australia (à Canberra).
- Peintres australiens
- Peintres impressionnistes : Will Ashton, Arthur Baker-Clack, Emma Minnie Boyd, Alfred Coleman, Kathleen O'Connor, John Peter Russell, Jane Sutherland
- Peintre(s) de natures mortes : Christopher Beaumont (1961-)
- Peintres muralistes : Ethel Anderson, George Courtney Benson, Harold Freedman, Bertha Merfield, Juilee Pryor, Peter Sesselmann, Mark Strizic, Napier Waller
- Sculpteurs australiens
- Liste d'artistes de rue australiens (en)

#### Architecture

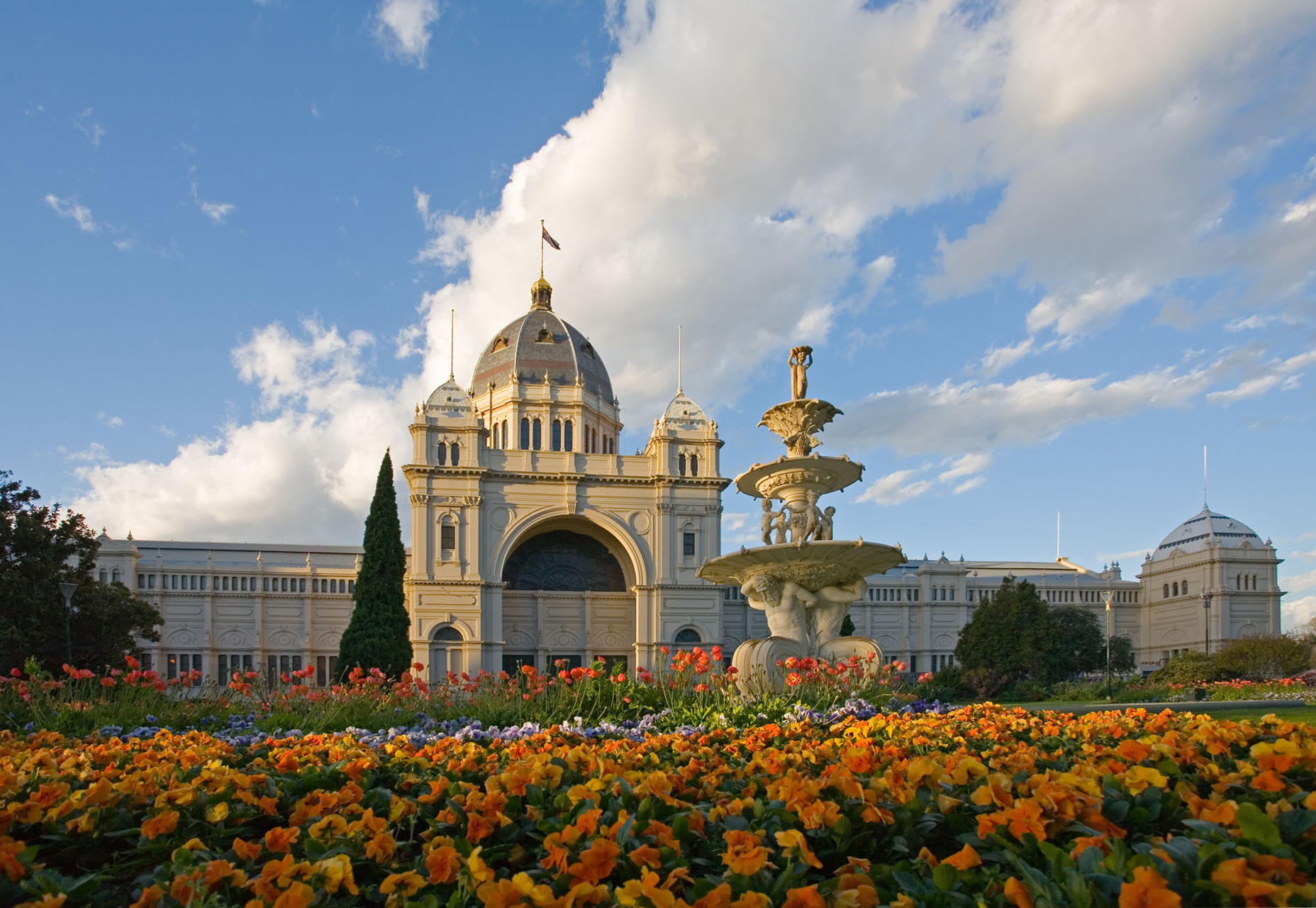
Le Palais royal des expositions de Melbourne.

L'architecture contemporaine australienne possède un certain nombre de bâtiments célèbres comme l'opéra de Sydney (dessiné par Jorn Utzon), le palais royal des expositions à Melbourne et le parlement d'Australie à Canberra. Deux architectes australiens, Harry Seidler et Francis Greenway, comptent parmi les architectes les plus mondialement connus.
Durant la période ayant précédé la colonisation de l'Australie par les Européens en 1788, le nombre de structures permanentes construites par les Aborigènes d'Australie était limité. La plupart des bâtiments construits par leurs soins n'étaient que temporaires et servaient le plus souvent d'habitation. Colonie britannique, l'Australie a vu construire ses premiers bâtiments européens sur des styles européens alors en vogue. Les tentes et des cabanes de bois et de torchis précédèrent les constructions plus importantes. L'architecture georgienne se retrouve dans les premiers bâtiments gouvernementaux à Sydney, en Tasmanie et dans les maisons des familles aisées. En pleine époque victorienne, la ruée vers l'or australienne du milieu du XIXe siècle entraina de nombreuses constructions d'architecture victorienne dans les grandes villes, particulièrement à Melbourne, et dans les principales villes de province telles que Ballarat et Bendigo. Par la suite apparaitront d'autres mouvements architecturaux comme l'architecture de la Fédération au début du XXe siècle et le style moderne de la fin du XXe siècle qui provoqua la destruction de nombreux bâtiments.
- Architectes australiens
- Architecture de la Fédération (1890-1920)
- Architecture Australia, magazine australien d'architecture
- Architectures indigènes (en)
- Sans-logis en Australie (en)

#### Photographie
- Photographes australiens
- Photographie en Australie (en)

#### Graphisme
- Dessinateurs australiens
- Graveurs australiens
- Illustrateurs australiens
- Auteurs australiens de bande dessinée, Bande dessinée australienne
- Graphistes : Douglas Annand, Michael Bryce, Deanne Cheuk, Gaye Dell, Don Fish, Peter Benjamin Graham, Laura Jordan Bambach, Dakota Kai, Mick Parker, Leif Podhajsky, David Jay Reed, Loudon Sainthill, Jessie Stanley, Myuran Sukumaran, John C. J. Taylor, Darcy Vescio
- Graffitistes : Civilian (street artist), Luke Cornish, Dlux, Fred Fowler, Mini Graff, Jisoe, Lushsux, Meek (street artist), Stormie Mills, Phibs, Rone, Arthur Stace, Vexta, ZAM-1

### Littérature
- Littérature australienne
- Littérature tasmanienne (en), Tasmanian Premier's Literary Prizes (en)

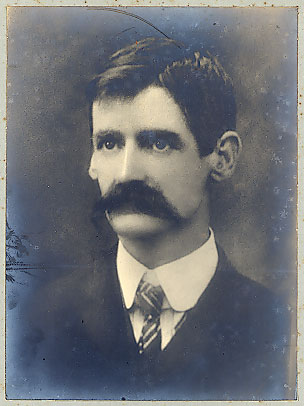
Henry Lawson, écrit au sujet des dures réalités de la vie dans le Bush australien.

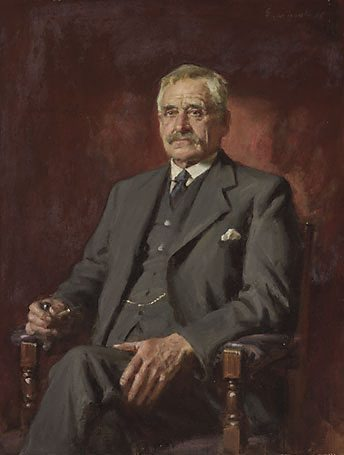
La poésie de Banjo Paterson est connue pour son romantisme et célébrer la vie des champs.

- Liste de romanciers australiens par ordre alphabétique

Plusieurs écrivains australiens ont acquis une reconnaissance internationale :
- Patrick White (1912-1990), Prix Nobel 1973
- Peter Carey (1943-), double détenteur du Prix Booker (1988 et 2001)
- Thomas Keneally (1935-), La Liste de Schindler (1982)
- Leslie Murray (1938-2019)
- Colleen McCullough (1937-2015), Les oiseaux se cachent pour mourir (1977)
- Nevil Shute (1899-1960)
- Morris West (1916-1999)
- David Malouf (1934-)
- Jill Ker Conway (1934-2018).

Les écrivains expatriés notables sont Germaine Greer et Clive James, qui sont plus connus au Royaume-Uni qu'en Australie, l'humoriste Barry Humphries et le critique d'art Robert Hughes. Dans la période récente le romancier Richard Flanagan, né et vivant en Tasmanie, est devenu un écrivain de renommée mondiale.
En littérature classique, les poètes notables sont Henry Lawson, Banjo Paterson; C.J. Dennis et Dorothea Mackellar. Lawson et Paterson, se sont engagés dans un duel littéraire célèbre qui a vu Lawson écrire les dures réalités de l’Outback et Paterson célébrer la romance du Bush.
Les grands romanciers sont : Marcus Clarke (For the Term of His Natural Life), Henry Handel Richardson (The Fortunes of Richard Mahony), Joseph Furphy (Such is Life), Miles Franklin (Ma brillante carrière) et Ruth Park (The Harp in the South); comme auteurs de littérature enfantines livres pour enfants : Norman Lindsay (The Magic Pudding) et May Gibbs (Snugglepot and Cuddlepie); comme dramaturges, David Williamson, Alan Seymour, Nick Enright et Justin Fleming.
L'expérience indigène moderne se rencontre dans My Place de Sally Morgan.
L'expérience des migrants de deuxième génération se lit dans Looking For Alibrandi de Melina Marchetta.
Charles Bean (The Story of Anzac: From the Outbreak of War to the End of the First Phase of the Gallipoli Campaign May 4, 1915, 1921) Geoffrey Blainey (The Tyranny of Distance, 1966), Robert Hughes (The Fatal Shore, 1987), Manning Clark (A History of Australia, 1962-87), et Marcia Langton (First Australians, 2008) sont les auteurs d'importants ouvrages historiques sur l'Australie.
La mythologie indigène est accessible à partir des ouvrages de David Unaipon.
Parmi les ethnologues, ethnographes, anthropologues :
- Barbara Glowczewski (1956) (Warlpiri et Yolngu du Territoire du Nord ; Yawuru et Ngarinyin d'Australie Occidentale),
- Alfred Reginald Radcliffe-Brown (Australie Occidentale) (1881-1955),
- Adolphus Peter Elkin (1891-1979),
- Ronald Berndt et Katharine Berndt,
- Mervyn J. Meggitt (1924-2004), (Warlpiri de l'Australie centrale),
- Spencer Baldwin (Australie centrale),
- Harold Brookfiel,
- B. Glowczewki (1990),
- Karl Friedrich Stehlow (1907-1920),
- Nicholas Thomas (en) (1960-).

### Arts du spectacle
- Spectacle vivant, Performance, Art sonore

#### Danse
- Danseurs australiens
- Danseuses australiennes

#### Musique
- Musique en Australie

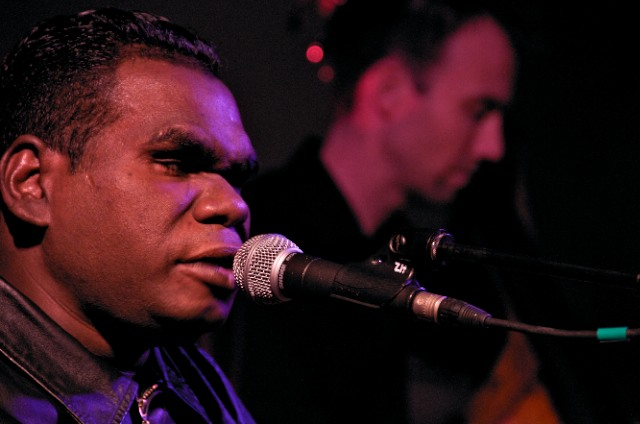
Geoffrey Gurrumul Yunupingu est un musicien australien indigène, qui chante dans la langue de Yolngu.

- List of music festivals in Australia (en)
- Musiciens australiens
- Musiciennes australiennes
- Récompenses musicales en Australie

##### Musiques aborigènes d'Australie
Les Aborigènes d'Australie ont conservé nombre de chants ancestraux et développé des instruments très particuliers. La musique est associée au temps du rêve le thème central de la culture des aborigènes.
Le yidaki ou didgeridoo est considéré comme l'instrument le plus représentatif des Aborigènes et certains avancent qu'il est le plus ancien des instruments à vent. Cependant, seuls les Aborigènes de l'Arnhem land en jouaient comme les Yolngu. De plus, seuls les hommes pouvaient en jouer.
Les musiciens aborigènes se sont tournés vers la musique populaire occidentale, souvent avec un succès commercial considérable. Certains exemples notable sont Warumpi Band et NoKTuRNL. Les chanteurs comme Christine Anu, une habitante des Îles du Détroit de Torrès et Geoffrey Gurrumul Yunupingu, un Yolngu de la Terre d'Arnhem ont récemment fait connaître internationalement la musique folk rock véritablement indigène. Dans la musique pop, on peut aussi citer Jimmy Little, Lionel Rose, et Archie Roach. Actuellement, les musiciens aborigènes sont connus pour leur pratique du rock 'n' roll, du hip-hop et du reggae. L'un des groupes les plus connus est Yothu Yindi qui est reconnu comme le fondateur du rock aborigène. Deborah Cheetham est une soprano célèbre aborigène.
Les thèmes indigènes ont été le sujet de la musique populaire par des non-aborigènes aussi bien - notamment par Paul Kelly (qui a chanté de la vie de Vincent Lingiari) et Slim Dusty (un chanteur de la musique country qui était immensément populaire parmi des aborigènes). Le didgeridoo a été également incorporé à la musique populaire australienne contemporaine - on peut citer Midnight Oil et par Xavier Rudd. Le groupe de rock australien Midnight Oil a été un des premiers à intégrer le didgeridoo dans quelques chansons ce qui a fait découvrir cet instrument au grand public. [réf. nécessaire]

##### Pop et rock

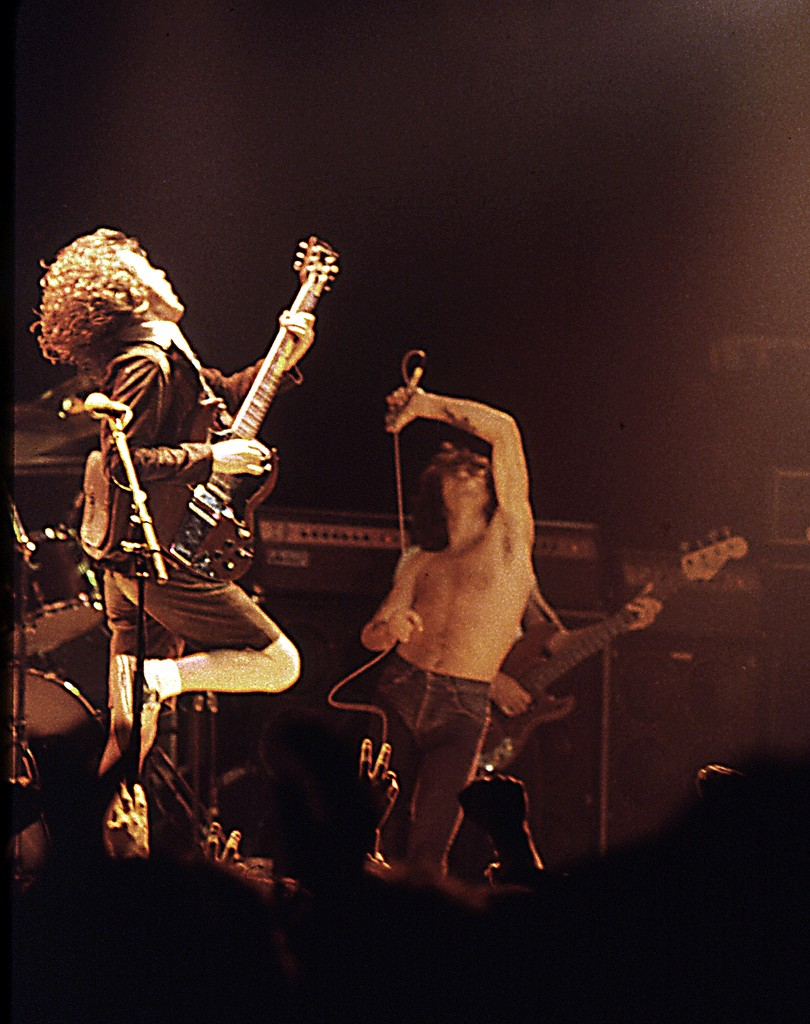
AC/DC.

L'Australie a produit une grande variété de musique populaire. Certains exemples notables inclus les succès de The Easybeats, des Bee Gees et du groupe folk pop The Seekers, du groupe AC/DC, Cold Chisel, INXS, Kylie Minogue, Silverchair et plus récemment de Jet, Wolfmother, Eskimo Joe, Grinspoon, The Vines, Nick Cave, John Butler Trio, Xavier Rudd qui connaissent actuellement un succès international.
Johnny O'Keefe a été la première et plus grande étoile de l'époque du "classic rock 'n roll" en Australie. Un autre pionnier du rock fut John Farnham (toujours populaire). Dans le genre folk rock, on trouve Paul Kelly, surnommé le "pop poet laureate" d'Australie. L'arrivée du mouvement underground en 1961 et les années 1970 changea la musique australienne de façon permanente : Skyhooks n'étaient pas, et de loin, les premiers à écrire une chanson en Australie par des australiens sur l'Australie, mais ils ont été les premiers à gagner beaucoup d'argent en le faisant.
L'expansion de la ABC et de Triple J durant les années 1990 a grandement augmenté l'écoute des nouveaux talents par les auditeurs étrangers.

##### Musique classique

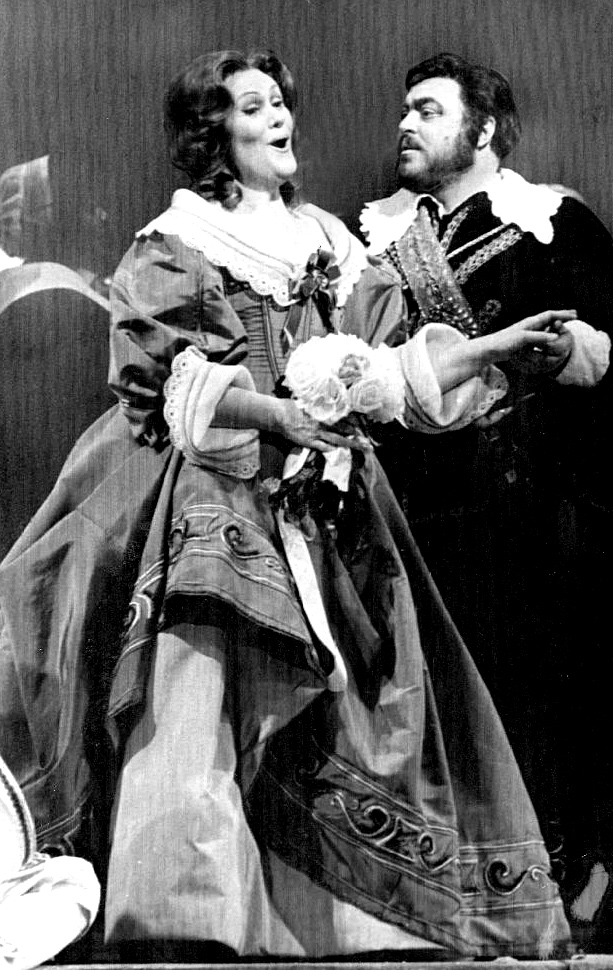
Dame Joan Sutherland avec Luciano Pavarotti.

Le premier musicien australien ayant acquis une renommée internationale était la soprano Dame Nellie Melba, à la fin du XIXe siècle. Les sopranos bien connues telles que Dame Joan Sutherland, Joan Carden, Yvonne Kenny et Emma Matthews sont aussi originaires d'Australie.
L'Australie a une grande tradition musicale classique, avec des orchestres symphoniques établis dans toutes les capitales d'États au début du XXe siècle, aussi bien que des compagnies d'opéra et d'autres ensembles musicaux. Toutefois, relativement peu de compositions classiques australiennes ont acquis une reconnaissance tardive.
Les instrumentalistes classiques qui ont acquis une réputation internationale sont les pianistes Roger Woodward et Leslie Howard, le guitariste John Williams, et le joueur de cor d'harmonie Barry Tuckwell.

##### Musique country

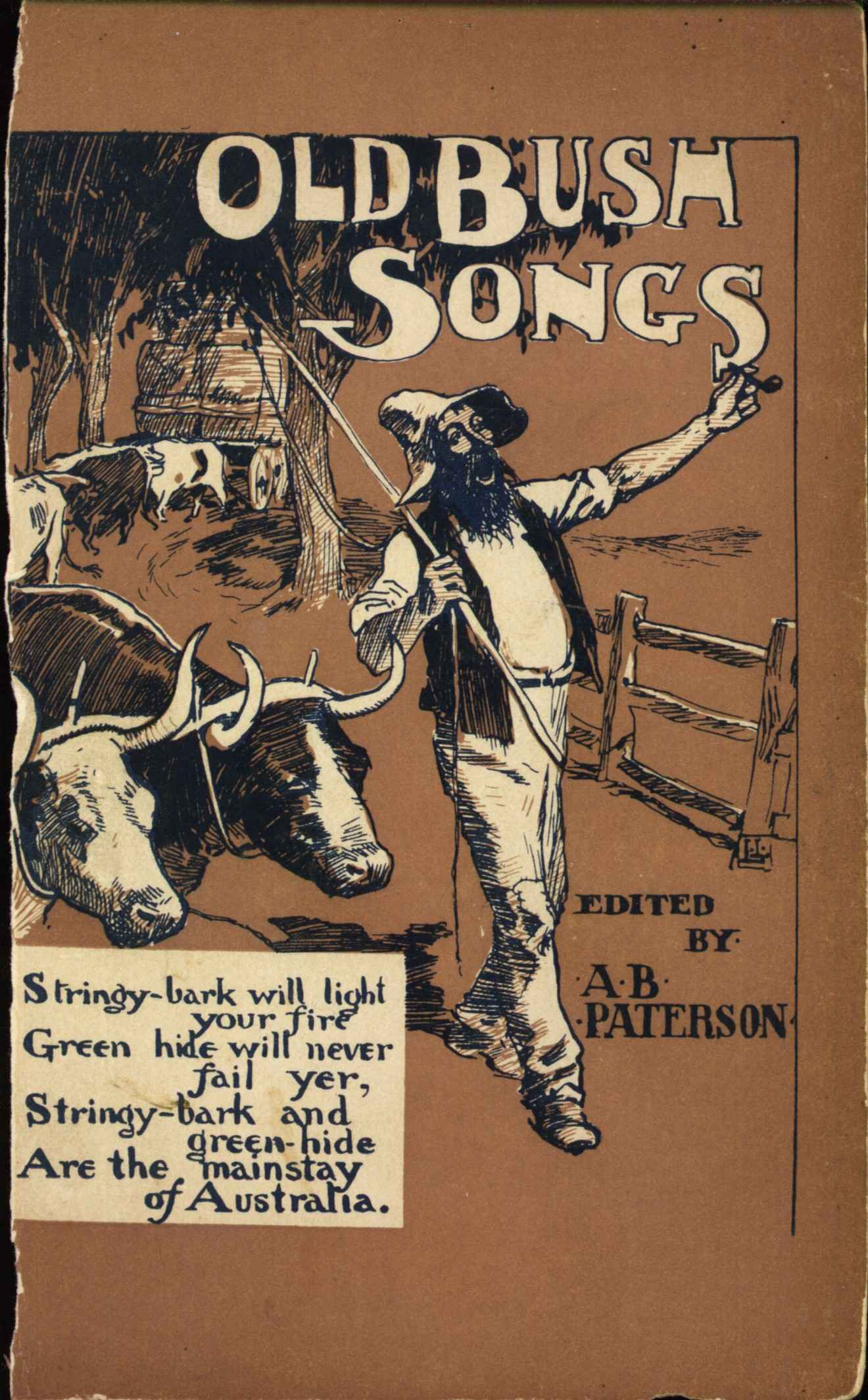
Old Bush Songs (1905), par Banjo Paterson.

La musique country connait une forte popularité en Australie, particulièrement le bluegrass et les yodellings. L'histoire de la country en Australie est différente de celle des États-Unis, car elle et influencée par les ballades folkloriques celtiques et la tradition des ballades « Bush » des poètes australiens comme Henry Lawson et Banjo Paterson,.
Une des figures prédominantes de la musique country australienne est Slim Dusty (1927-2003) dont la carrière dura cinquante ans et qui a produit plus de 100 albums. En 1957, The Pub With No Beer par Slim Dusty est devenue la première chanson australienne sur les pop charts internationaux. Les principaux chanteurs de country sont Olivia Newton-John, John Williamson, Keith Urban, Lee Kernaghan et Kasey Chambers mais la musique country a aussi influencé Nick Cave et Paul Kelly.

##### Folklorique et national
Les colons britanniques des années 1700-1800 ont introduit une tradition de ballades de la musique folk qui ont été adaptées aux spécificités australiennes, comme les chansons traditionnelles Bound for Botany Bay, The Wild Colonial Boy ou Click Go the Shears. Les paroles de Waltzing Matilda, la chanson folklorique australienne la plus connue, ont été écrites par le poète Banjo Paterson en 1895. Adoptée par les soldats australiens pendant la Première Guerre mondiale, cette chanson est encore populaire et fut entonnée lors de la cérémonie de clôture des Jeux olympiques de Sydney de 2000 par Slim Dusty.
L'hymne national est Advance Australia Fair. Parmi les chants le concurrençant officieusement, on peut citer Waltzing Matilda, I Still Call Australia Home par Peter Allen ou peut-être Down Under par Men at Work.

#### Théâtre

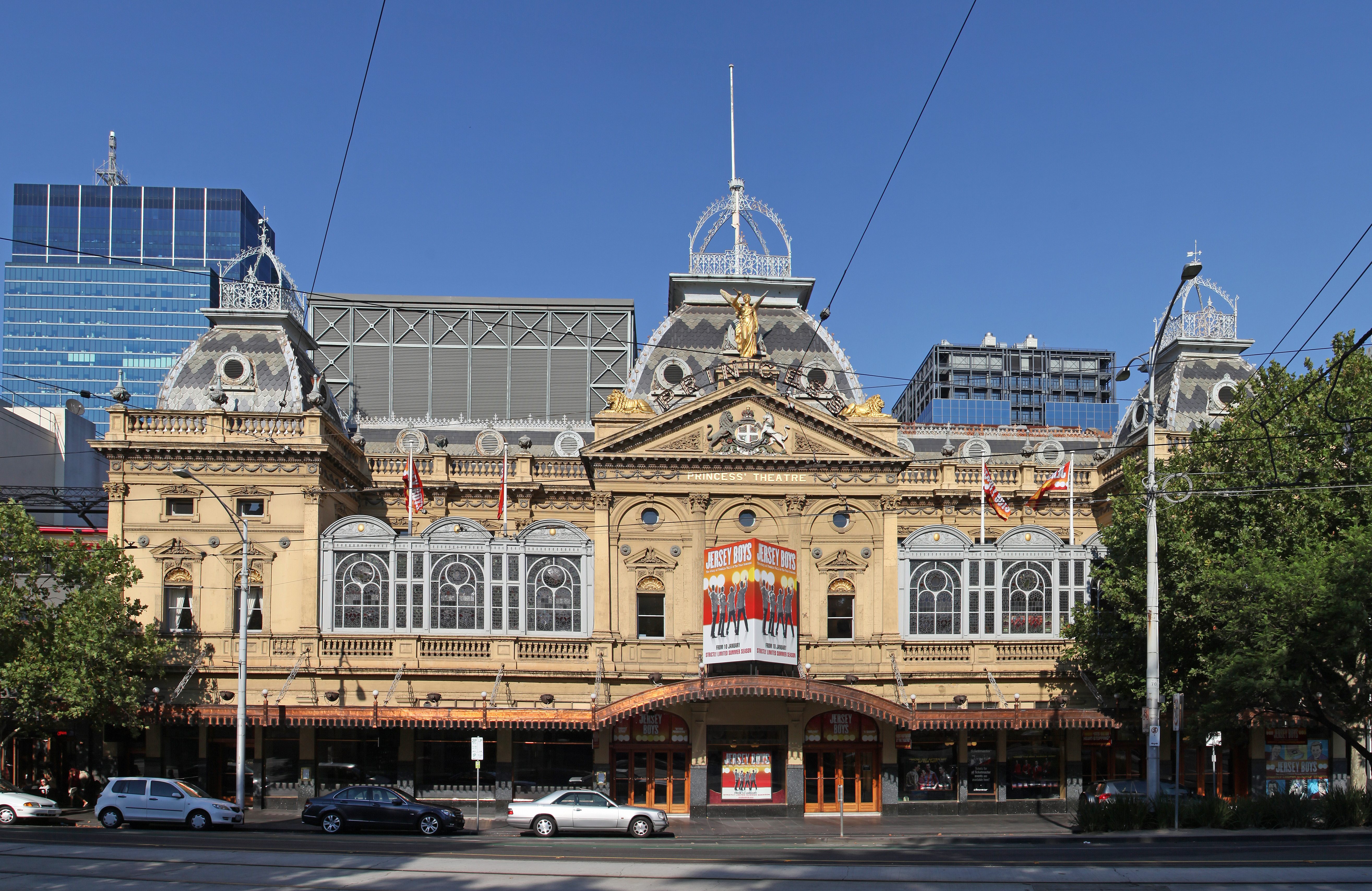
Le Princess Theatre, à Melbourne, a été établi en 1886 des origines en 1854.

Les danses et cérémonies indigènes sont exécutées en Australie depuis des temps immémoriaux .
Les traditions européennes du théâtre arrivent avec les colons britanniques à partir des années 1780. Officiellement, la première pièce de théâtre jouée dans le pays est Le Sergent recruteur de George Farquhar. Le Théâtre Royal, le plus ancien théâtre d'Australie, ouvre à Hobart en 1837. La ruée vers l'or des années 1850 permet l'expansion et la construction de beaux théâtres d'architecture victorienne. Un théâtre est construit sur l'emplacement de l'actuel Princess Theatre à Melbourne en 1854.
Après la fédération en 1901, la production australienne de théâtre a montré un nouveau sens de l'identité nationale. On Our Selection (1912) de Steele Rudd, racontant les aventures comiques d'une famille de pionniers australiens, est devenue immensément populaire. En 1955, Summer of the Seventeenth Doll de Ray Lawler, une pièce de consonance résolument australienne, a été saluée internationalement; et le National Institute of Dramatic Art a été créé à Sydney en 1958. Cet institut est mondialment connu comme école de théâtre avec des anciens élèves comme: Cate Blanchett, Mel Gibson et Baz Luhrmann.

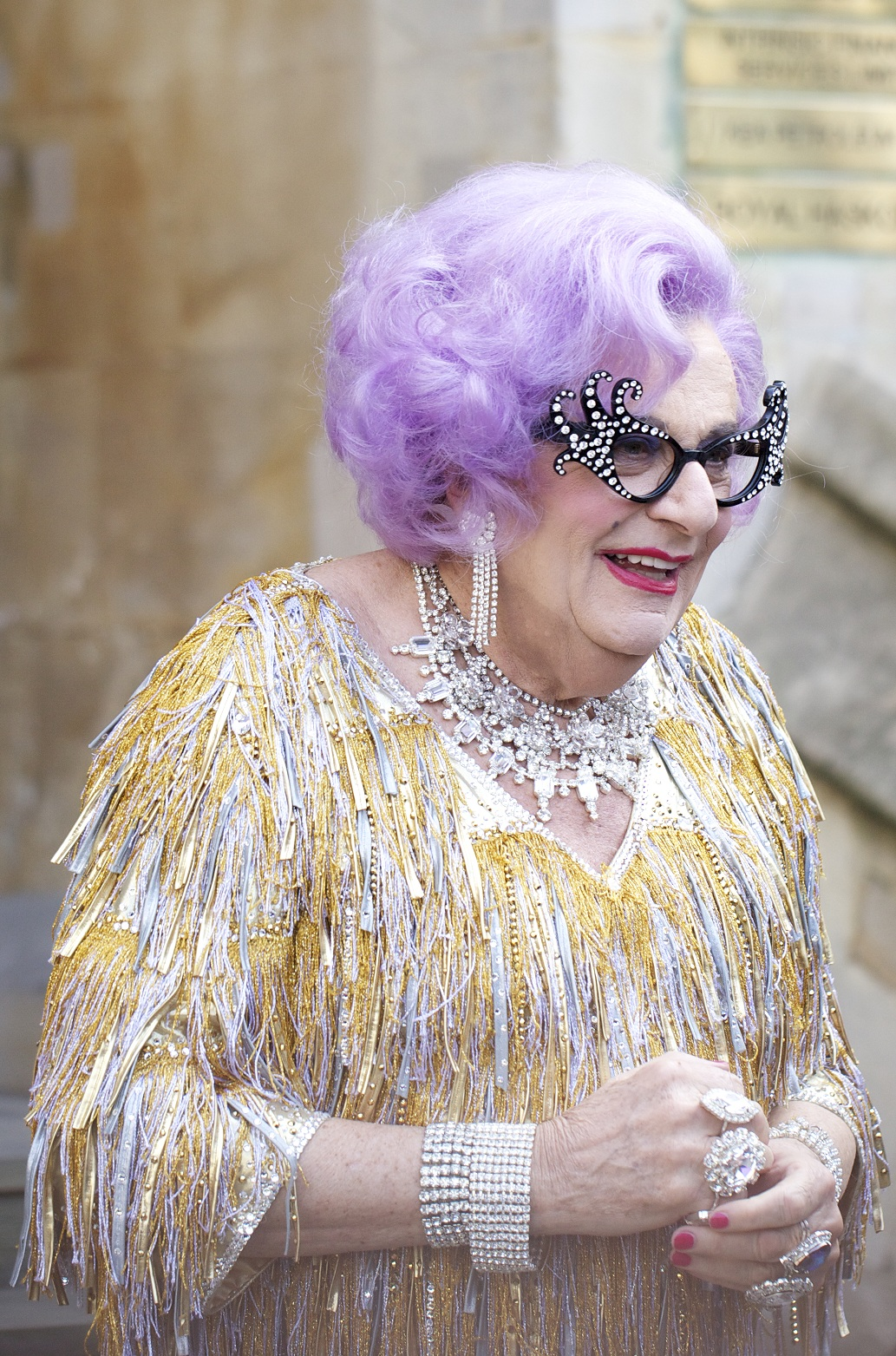
Dame Edna Everage, personnage imaginaire incarné par l'humoriste australien Barry Humphries.

La « Nouvelle vague » du théâtre australien a débuté dans les années 1970. Le Belvoire Street Theatre a ses origines à Sydney en 1970 et il a présenté des œuvres d'auteurs tels que Nick Enright et David Williamson. En 1973, fut inauguré l'Opéra de Sydney. L'Opera Australia, est très réputé grâce à la diva Joan Sutherland. Il y a, en plus une tradition très riche de danse, vivifiée par l’héritage de Robert Helpmann.
La Sydney Theatre Company a été fondée en 1978. Il devenu une principale compagnie de théâtre australienne. La Bell Shakespeare Company a été créée en 1990. Une période réussie pour le théâtre musical a également débuté dans les années 1990 avec des biographies musicales des grands chanteurs australiens Peter Allen (The Boy from Oz en 1998) et Johnny O'Keefe (Shout! The Legend of The Wild One).
En 1998, Alma De Groen, originaire de Nouvelle-Zélande, est la première personne à être honorée du prix Patrick-White pour une œuvre dramatique comme contribution à la littérature australienne. Ses pièces, qui croisent librement comédie et tragédie, histoire et science-fiction, explorent le revers d'une culture dominée par les hommes tant sur le plan économique que symbolique, où les créatrices sont entravées dans leurs carrières et le matrimoine culturel minoré voire occulté.
Dans The One Day of the Year, Alan Seymour a étudié la nature paradoxale de la commémoration de la défaite de la Gallipoli en Australie. Ngapartji Ngapartji, par Scott Rankin et Trevor Jamieson, raconte l'histoire des effets des essais nucléaire du guerre froide sur les indigènes du désert Occidental d'Australie: un exemple contemporain de la fusion des traditions dramatiques en Australie : les acteurs de Pitjantjatjara étant soutenu par des Australiens de l'héritage grec, afghan, japonais et néo-zélandais ; représentation de la société multiculturelle de l'Australie moderne.

#### Autres arts du spectacle
Les arts mineurs de scène, arts de la rue, arts forains, cirque, théâtre de rue, spectacles de rue, arts pluridisciplinaires, performances manquent encore de documentation pour le pays …
Pour le domaine de la marionnette, la référence est : Arts de la marionnette en Australie, sur le site de l'Union internationale de la marionnette UNIMA).
- Marionnettistes australiens (en)
- Centre de l'Union internationale de la marionnette en Australie (1970)
- Terrapin Puppet Theatre (en) (Hobart, Tasmanie)
- Carnavals en Australie (en)

#### Cinéma
L'Australie a une longue histoire de production cinématographique — en fait, on considère que le premier film long métrage australien était The Story of the Kelly Gang. Le premier studio de production de film du monde a été construit à Melbourne par l'armée du salut en 1898. Errol Flynn, né à Hobart, en Tasmanie, a son nom associé aux plus grandes stars de l'âge d'or d'Hollywood, mais son premier film, In the Wake of the Bounty, est un film australien réalisé par Charles Chauvel en 1933. En 1943, Kokoda Front Line réalisé par Ken G. Hall, a été le premier film australien à remporter un Oscar et ce dans la catégorie du "meilleur film documentaire".
Toutefois, l'achat de pratiquement tous les cinémas par des compagnies de distribution américaines a presque fait disparaitre les films australiens des écrans. Une exception notable est Charles Chauvel et son film Jedda (1955). Durant la fin des années 1960 et 1970 des fonds gouvernementaux ont permis le développement d'une nouvelle génération de réalisateurs et d'acteurs. Des films tels que Pique-nique à Hanging Rock et Sunday Too Far Away ont immédiatement eu un impact international. Les années 1980 sont considérés comme l'âge d'or du cinéma australien, avec un grand nombre de films ayant connu le succès, de la science-fiction avec Mad Max à la comédie avec Crocodile Dundee, un film qui définit l'Australie dans les yeux de beaucoup d'étrangers en dépit du fait qu'il ne ressemble que très peu au style de vie de la plupart des Australiens. Les années 1990 ont vu la mise en place de plusieurs comédies telles que Muriel, The Castle et Ballroom Dancing, qui lancèrent les carrières de Toni Collette, Paul Hogan et Baz Luhrmann.
Dans les années 1990-2010, des acteurs et actrices australiens ont connu de grands succès internationaux comme Nicole Kidman, Russell Crowe, Cate Blanchett, Geoffrey Rush, Simon Baker et Eric Bana. 10 canoës, 150 lances et 3 épouses (Ten Canoes) un film de 2006, réalisé par Rolf de Heer et Peter Djigirr a été le premier "Feature Film" en langue aborigène et a obtenu le prix spécial du jury au Festival de Cannes en 2006.
L'industrie cinématographique aborigène continue de produire un nombre raisonnable de films chaque année; plusieurs producteurs américains ont déménagé leur production en Australie suivant la décision du directeur de la Fox Rupert Murdoch (un ancien australien, naturalisé américain) de déplacer le nouveau studio à Sydney où les films peuvent être menés à terme avec un coût moins important qu'aux États-Unis. Des productions notables incluent Matrix (série de films) et les épisodes II et III de Star Wars.

Les AFI Awards (Australian Film Institute Awards) constituent la principale récompense cinématographique et télévisuelle nationale en Australie, depuis 1958.

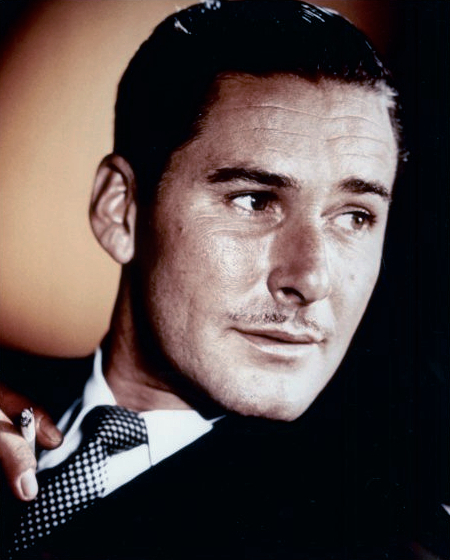
Errol Flynn
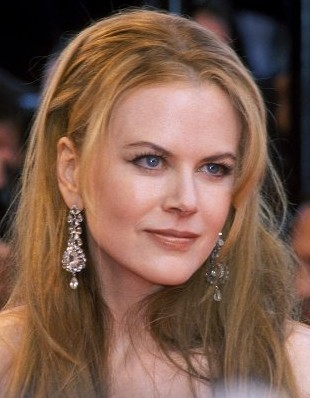
Nicole Kidman
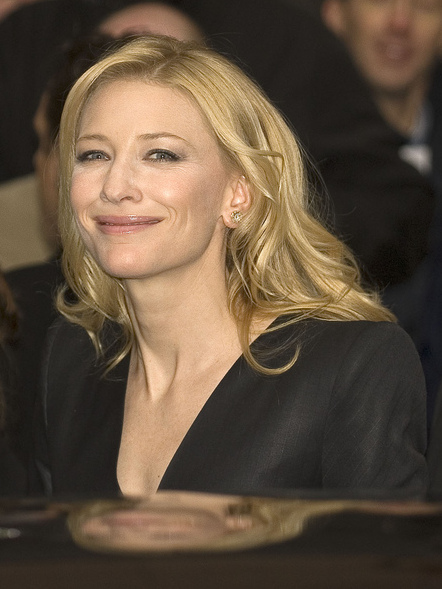
Cate Blanchett
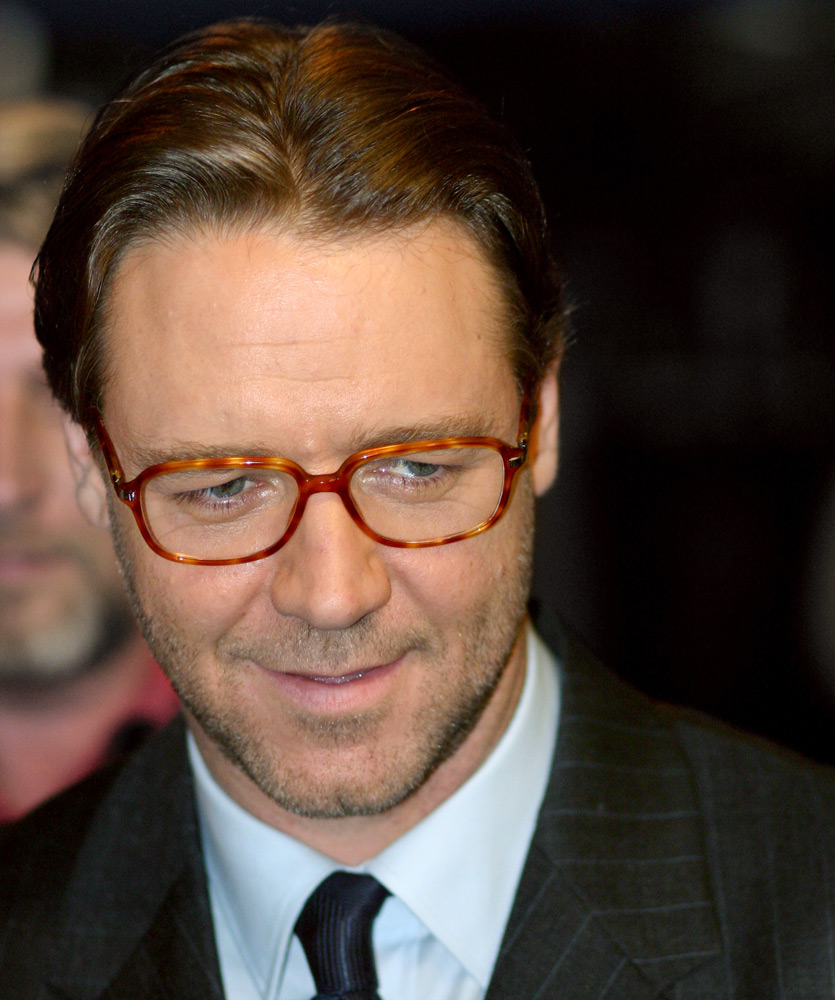
Russell Crowe
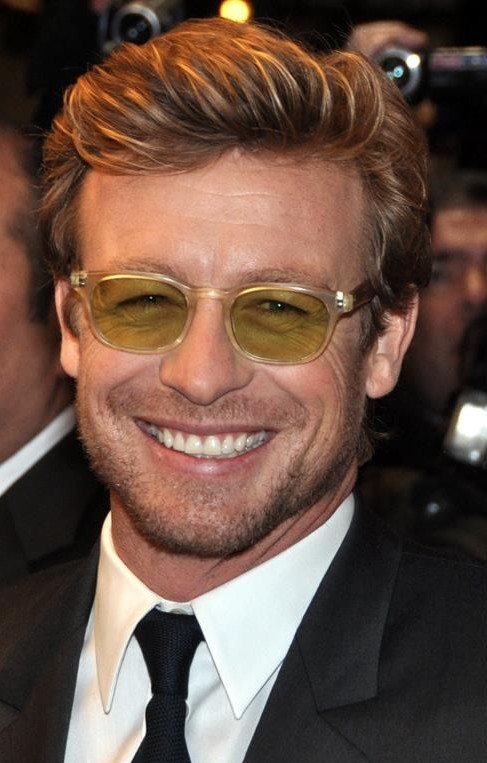
Simon Baker

#### Télévision et média

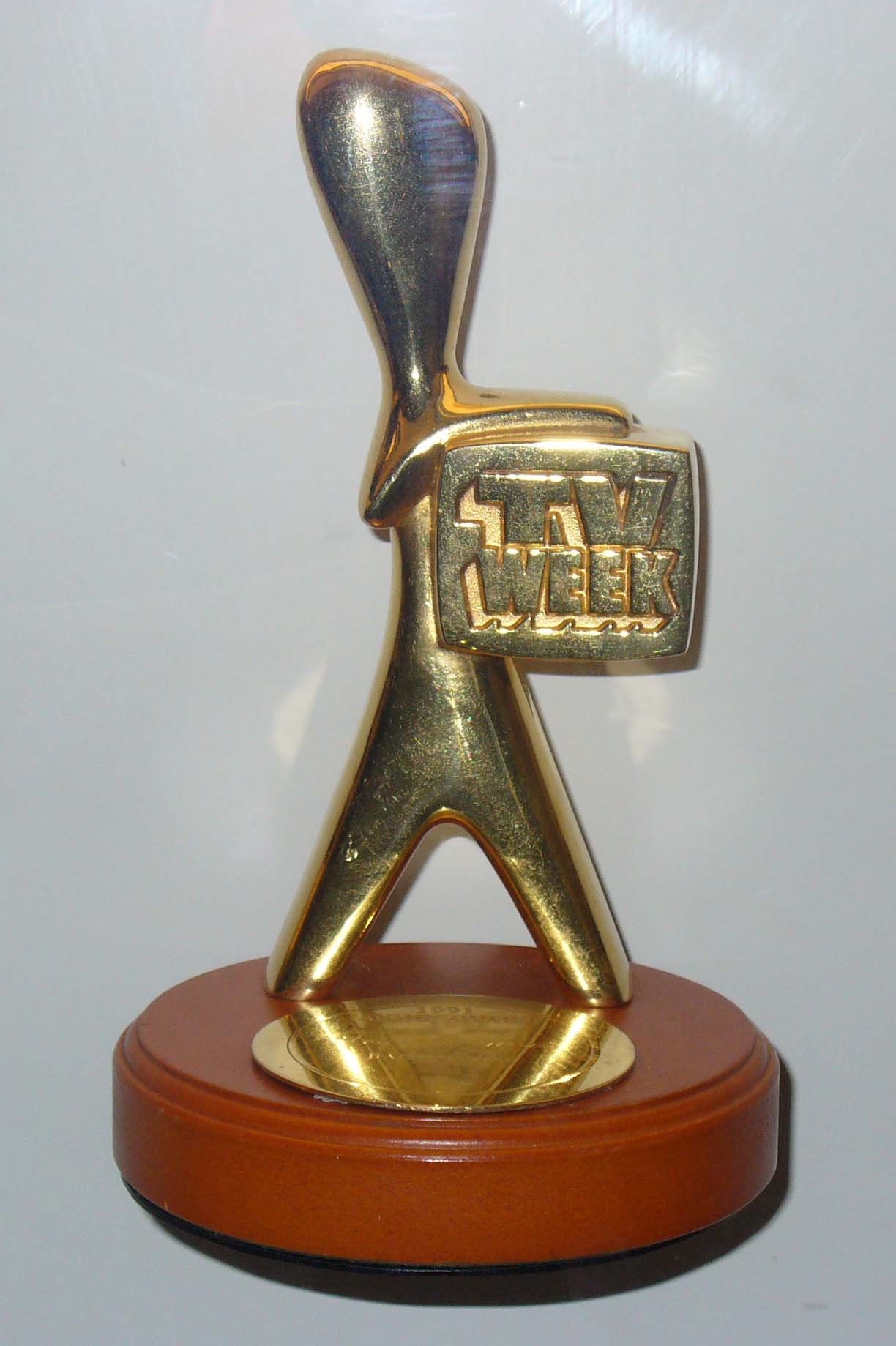
Un Logie Award.

L'Australie a une couverture médiatique omniprésente, le média le plus anciennement établi est l'Australian Broadcasting Corporation (ABC), le Gouvernement Fédéral fonda une organisation assurant une couverture de tout le territoire par la télévision nationale et à la radio. L'ABC, tout comme la BBC en Grande-Bretagne, est un émetteur public non commercial, et diffuse certaines productions de la BBC ou de ITV.
Les chaînes commerciales incluent Channel Seven, Channel Nine, Network Ten avec les canaux de Foxtel le plus grand fournisseur payant de télévision en Australie. Il est possédé par News Corporation, Publishing and Broadcasting Limited et Telstra.
La Special Broadcasting Service (SBS) a un objectif multiculturel, fournissant des services radiophoniques et télévisuels multilingues et multiculturels pour informer et divertir tous les Australiens. Elle est considérée comme moins intellectuelle qu'ABC mais envoie sur les ondes des programmes plus controversés tels que South Park, Queer as Folk, et Oz qui ne seraient autrement pas diffusés en Australie. Les sports tels que le football et le cyclisme sont couverts bien qu'un peu moins.
Durant les années 1990 et 2000, les deux plus importants réseaux nationaux publics, ABC et SBS, ont vu le cours de leurs actions en bourse augmenter, bien qu'en 2005 elles représentent respectivement 15,7 % et 6,1 % des estimations nationales.
ABC a fait une impressionnante contribution avec les drames télévisés avec des séries populaires comme Brides of Christ et en comédie, avec durant les années 1970 Aunty Jack et The Norman Gunston Show et plus récemment Kath & Kim etThe Chaser's War On Everything. Les critiques se plaignent que les enfants australiens regardent des émissions télévisées importées en grande partie des États-Unis, cependant, le Australian Content Standard exige de tous les réseaux commerciaux privés d'émettre un contenu télévisuel australien de 55 % au minimum par an (entre 6 heures du soir et minuit).
Beaucoup de spectacles australiens ont eu du succès, tels que Homicide et Division 4 à la fin des années 1960 et au début des années 1970, Skippy le kangourou à la fin des années 1960, Number 96 et The Box durant les années 1970, Prisoner durant les années 1980, Neighbours et Summer Bay pendant les années 1980 et 1990, et, le plus connu de tous, À cœur ouvert (1980 - 1993). Certains de ces shows ont été exportés, comme The Crocodile Hunter, The Crocodile Hunter Diaries de Steve Irwin, et New Breed Vets dans lequel Irwin amplifie le stéréotype de l'homme sans peur auquel l'Australie a longtemps été associée, et qui ont été diffusés régulièrement depuis les années 1990 dans plus de 120 pays.
Quelques autres exportations australiennes célèbres incluent : Dame Edna Everage ; Clive James; Geoffrey Robertson; et The Wiggles.

### Autres
- Vidéo, Jeux vidéo, Art numérique, Art interactif
- Culture alternative, Culture underground
- Jeu vidéo en Australie (en)
- Entreprises de jeux vidéo ayant leur siège en Australie
- Jeux vidéo développés en Australie

## Patrimoine culturel

### Musées
Adélaïde :
- Musée d'Australie-Méridionale
- Musée national d'Australie-Méridionale

Canberra :
- Galerie nationale d'Australie
- National Museum of Australia
- Mémorial australien de la guerre
- Musée national des dinosaures
- National Portrait Gallery of Australia
- Canberra Museum and Gallery
- Questacon

Melbourne :
- Australian Centre for the Moving Image
- Musée de Melbourne
- National Gallery of Victoria

Sydney :
- Australian Museum
- Galerie d'Art de Nouvelle-Galles du Sud
- Madame Tussauds Sydney
- Musée de Sydney
- Musée national de la marine de Sydney
- Michael Carr Art Dealer
- Powerhouse Museum
- Sydney Observatory
- The Museum of Contemporary Art

Perth :
- Art Gallery of Western Australia
- Western Australian Museum

Autres villes :
- Ballarat Fine Art Gallery
- Geelong Art Gallery
- Musée et galerie d'art tasmanienne à Hobart
- Musée et galerie d'art du Territoire du Nord à Darwin
- Queensland Art Gallery à South Brisbane
- Queensland Gallery of Modern Art à South Brisbane

### Registre international Mémoire du monde
Le programme Mémoire du monde (UNESCO, 1992) a inscrit dans son registre international Mémoire du monde (au 10/01/2016) :
- 2001 : Les manuscrits de l’affaire Mabo[56].
- 2001 : Le journal de bord du Endeavour, navire de James Cook[57].
- 2007 : Les archives des bagnards d’Australie[58].
- 2007 : The Story of the Kelly Gang (1906)[59].
- 2009 : Manifeste du Parti travailliste du Queensland à la population de Queensland (en date du 9 septembre 1892)[60].

## Compléments